# Marne-la-Vallée
Marne-la-Vallée (/maʁn la va.le/) est une ville nouvelle française située à l'est de Paris, dans la région Île-de-France, sur la rive gauche (sud) de la Marne.
La ville nouvelle s'est développée à partir des années 1960, époque de la mise au point du premier schéma directeur d'aménagement et d'urbanisme (SDAU) confiée à Paul Delouvrier, délégué général au District de la région de Paris de 1961 à 1969, qui a été à ce titre considéré comme le père des villes nouvelles en France.
En 2016, elle comptait au total 316 171 habitants sur 171,24 km2, soit une densité moyenne de 1 846 hab./km2. Relativement vaste, elle s’étend sur une vingtaine de kilomètres d'ouest en est (de Bry-sur-Marne à Bailly-Romainvilliers), soit avant l'extension du périmètre d'intervention des établissements publics d'aménagement effectuée en 2017.
D'abord organisées en quatre secteurs, les différentes communes composant Marne-la-Vallée se sont ensuite regroupées en différentes intercommunalités (voir ci-après la section Composition).
Ses habitants sont appelés les Marnovalliens.

## Composition et localisation

### Composition
Le territoire de Marne-la-Vallée ne correspond pas à une collectivité mais au périmètre du projet d'aménagement, celui-ci étant mené par les Établissements publics d'aménagement de Marne-la-Vallée. Le périmètre initial regroupe les territoires de 26 communes, sur trois départements franciliens. Villeneuve-le-Comte ayant été ajoutée au périmètre d'aménagement d'Epafrance en 2011, elle est considérée par l'aménageur comme faisant partie de la ville nouvelle.

Les différentes communes composant Marne-la-Vallée, :
Secteur I (Porte de Paris) : 3 communes.
Secteur II (Val Maubuée) : 6 communes.
Secteur III (Val de Bussy) : 12 communes.
Secteur IV (Val d'Europe) : 5 communes, et, en clair, Villeneuve-le-Comte.

Pour sa gestion par les établissements publics d'aménagement de Marne-la-Vallée (Epamarne et Epafrance), le périmètre a été divisé quatre secteurs (trois dès 1972, le dernier, Val d'Europe, en 1987) :
- le secteur I (Porte de Paris) comprend une commune de la Seine-Saint-Denis : Noisy-le-Grand, et deux communes du Val-de-Marne : Bry-sur-Marne et Villiers-sur-Marne ;
- le secteur II (Val Maubuée) comprend six communes de Seine-et-Marne : Champs-sur-Marne, Croissy-Beaubourg, Émerainville, Lognes, Noisiel et Torcy ;
- le secteur III (Val de Bussy) comprend douze communes de Seine-et-Marne : Bussy-Saint-Georges, Bussy-Saint-Martin, Chanteloup-en-Brie, Collégien, Conches-sur-Gondoire, Ferrières-en-Brie, Gouvernes, Guermantes, Jossigny, Lagny-sur-Marne, Montévrain et Saint-Thibault-des-Vignes ;
- le secteur IV (Val d'Europe) comprend six communes de Seine-et-Marne : Bailly-Romainvilliers, Chessy, Coupvray, Magny-le-Hongre, Serris et Villeneuve-le-Comte ; cette dernière ayant été ajoutée au périmètre d'aménagement d'Epafrance en 2011[2].

| Nom                | Code Insee | Intercommunalité         | Superficie (km2) | Population (dernière pop. légale) | Densité (hab./km2) |
| ------------------ | ---------- | ------------------------ | ---------------- | --------------------------------- | ------------------ |
| Noisy-le-Grand     | 93051      | Métropole du Grand Paris | 12,95            | 71 632 (2022)                     | 5 531              |
| Bry-sur-Marne      | 94015      | Métropole du Grand Paris | 3,35             | 18 095 (2022)                     | 5 401              |
| Villiers-sur-Marne | 94079      | Métropole du Grand Paris | 4,33             | 32 547 (2022)                     | 7 517              |

| Nom               | Code Insee | Intercommunalité              | Superficie (km2) | Population (dernière pop. légale) | Densité (hab./km2) |
| ----------------- | ---------- | ----------------------------- | ---------------- | --------------------------------- | ------------------ |
| Champs-sur-Marne  | 77083      | CA Paris - Vallée de la Marne | 7,35             | 26 661 (2022)                     | 3 627              |
| Croissy-Beaubourg | 77146      | CA Paris - Vallée de la Marne | 11,63            | 1 969 (2022)                      | 169                |
| Émerainville      | 77169      | CA Paris - Vallée de la Marne | 5,46             | 7 536 (2022)                      | 1 380              |
| Lognes            | 77258      | CA Paris - Vallée de la Marne | 3,37             | 14 678 (2022)                     | 4 355              |
| Noisiel           | 77337      | CA Paris - Vallée de la Marne | 4,35             | 15 927 (2022)                     | 3 661              |
| Torcy             | 77468      | CA Paris - Vallée de la Marne | 6                | 22 939 (2022)                     | 3 823              |

| Nom                       | Code Insee | Intercommunalité        | Superficie (km2) | Population (dernière pop. légale) | Densité (hab./km2) |
| ------------------------- | ---------- | ----------------------- | ---------------- | --------------------------------- | ------------------ |
| Bussy-Saint-Georges       | 77058      | CA de Marne et Gondoire | 13,39            | 26 334 (2022)                     | 1 967              |
| Bussy-Saint-Martin        | 77059      | CA de Marne et Gondoire | 2,64             | 728 (2022)                        | 276                |
| Chanteloup-en-Brie        | 77085      | CA de Marne et Gondoire | 3,18             | 4 166 (2022)                      | 1 310              |
| Collégien                 | 77121      | CA de Marne et Gondoire | 4,27             | 3 332 (2022)                      | 780                |
| Conches-sur-Gondoire      | 77124      | CA de Marne et Gondoire | 1,52             | 1 751 (2022)                      | 1 152              |
| Gouvernes                 | 77209      | CA de Marne et Gondoire | 2,72             | 1 175 (2022)                      | 432                |
| Guermantes                | 77221      | CA de Marne et Gondoire | 1,26             | 1 151 (2022)                      | 913                |
| Jossigny                  | 77237      | CA de Marne et Gondoire | 9,62             | 639 (2022)                        | 66                 |
| Lagny-sur-Marne           | 77243      | CA de Marne et Gondoire | 5,72             | 21 433 (2022)                     | 3 747              |
| Montévrain                | 77307      | CA de Marne et Gondoire | 5,44             | 14 847 (2022)                     | 2 729              |
| Saint-Thibault-des-Vignes | 77438      | CA de Marne et Gondoire | 4,7              | 6 793 (2022)                      | 1 445              |
| Ferrières-en-Brie         | 77181      | CA de Marne et Gondoire | 6,75             | 3 887 (2022)                      | 576                |

| Nom                     | Code Insee | Intercommunalité              | Superficie (km2) | Population (dernière pop. légale) | Densité (hab./km2) |
| ----------------------- | ---------- | ----------------------------- | ---------------- | --------------------------------- | ------------------ |
| Villeneuve-le-Comte     | 77508      | CA Val d'Europe Agglomération | 19,09            | 1 869 (2022)                      | 98                 |
| Bailly-Romainvilliers   | 77018      | CA Val d'Europe Agglomération | 8,72             | 7 049 (2022)                      | 808                |
| Chessy                  | 77111      | CA Val d'Europe Agglomération | 5,74             | 7 242 (2022)                      | 1 262              |
| Coupvray                | 77132      | CA Val d'Europe Agglomération | 8,09             | 3 008 (2022)                      | 372                |
| Magny-le-Hongre         | 77268      | CA Val d'Europe Agglomération | 4,66             | 9 058 (2022)                      | 1 944              |
| Serris                  | 77449      | CA Val d'Europe Agglomération | 5,65             | 9 988 (2022)                      | 1 768              |
| Esbly                   | 77171      | CA Val d'Europe Agglomération | 3,12             | 6 237 (2022)                      | 1 999              |
| Montry                  | 77315      | CA Val d'Europe Agglomération | 2,86             | 3 872 (2022)                      | 1 354              |
| Saint-Germain-sur-Morin | 77413      | CA Val d'Europe Agglomération | 4,81             | 3 892 (2022)                      | 809                |
| Villeneuve-Saint-Denis  | 77510      | CA Val d'Europe Agglomération | 7,4              | 1 383 (2022)                      | 187                |

### Localisation
Située à une trentaine de kilomètres à l'est de Paris, la ville nouvelle de Marne-la-Vallée s'est essentiellement développée, comme son nom l'indique, le long de la vallée de la Marne, de l'autoroute A4 et sur quelques hauts-plateaux comme le mont d'Est localisé dans le département de la Seine-Saint-Denis.

## Histoire
Dans les années 1960, pour faire face au développement rapide de l'agglomération parisienne, on décida d'en maitriser l'aménagement en créant plusieurs villes nouvelles autour de Paris. La mise au point du premier Schéma directeur d’aménagement et d’urbanisme (SDAU) a été confiée à Paul Delouvrier, délégué général au District de la région de Paris de 1961 à 1969, qui a été à ce titre considéré comme le père des villes nouvelles en France.
À l'est de Paris, le choix du développement se porta sur la vallée de la rive sud de la Marne composée de petits villages et hameaux, très peu urbanisés à l'époque, et qui disposaient, donc, de vastes réserves foncières facilement mobilisables. Contrairement aux autres villes nouvelles, telles Cergy-Pontoise ou Saint-Quentin-en-Yvelines, Marne-la-Vallée ne sera pas organisée autour d'un seul centre d'agglomération créé de toutes pièces, mais plutôt autour de nombreux centres urbains, reliés entre eux par le RER et l'autoroute A4, les deux axes majeurs de la ville nouvelle. Ce modèle d'agencement s'inspire des villes nouvelles suédoises, construites en banlieue de Stockholm, et offre de réels avantages en matière de densité urbaine et de transports[réf. nécessaire].
Pour des raisons pratiques et logiques, l'urbanisation s'est décidée d'ouest en est, sur la base de quatre secteurs d'aménagement : Porte de Paris, Val Maubuée, Val de Bussy, Val d'Europe. Les quartiers les plus anciens de la ville nouvelle sont donc situés dans les secteurs 1 et 2 (Porte de Paris et Val Maubuée) autour des centres-villes existants. Leur développement est aujourd'hui quasiment achevé. Les secteurs 3 et 4 sont quant à eux, actuellement en plein essor et en pleine urbanisation.
Depuis l'extension du périmètre d'intervention d'Epamarne, certains secteurs de la ville nouvelle ont vu leur nom modifié : le secteur 1 Porte de Paris est devenu Métropole du Grand Paris, Val Maubuée est Paris-Vallée de la Marne, Val de Bussy est Marne-et-Gondoire

### Chronologie
Chronologie des évènements dans la ville nouvelle :
- 1965 : le schéma directeur d'aménagement urbain prévoit la création de cinq villes nouvelles autour de Paris. À l'Est, c'est le site de Marne-la-Vallée qui est retenu.
- 1969 : le projet prend forme avec la Mission d'études et d'aménagement de la Vallée de la Marne[4].
- 17 août 1972 : création de l'établissement public d'aménagement de Marne-la-Vallée (Epamarne).
- 1974 : mise en service de la station d'épuration des eaux usées de Marne-la-Vallée (Saint-Thibault-des-Vignes)[5].
- 1977 : mise en service de la ligne A du RER jusqu'à Noisy-le-Grand-Mont d'Est.
- 1980 : extension du RER A jusqu'à Torcy, à cette époque, la gare s'appelait « Torcy - Marne-la-Vallée ».
- 1983 : la loi Rocard modifie le statut des villes nouvelles et création du syndicat d'agglomération nouvelle du Val Maubuée, succédant au syndicat communautaire d'aménagement de l'agglomération nouvelle de Marne-la-Vallée - Val Maubuée créé en 1972.
- 24 mars 1987 : création d'un établissement public d'aménagement pour le secteur IV (Epafrance) dont la direction et le personnel restent communs avec Epamarne.
- 8 juillet 1987 : création du syndicat d'agglomération nouvelle des Portes de la Brie (devenu Val d'Europe en 2001).
- 31 mars 1992 : extension du RER A jusqu'à Marne-la-Vallée - Chessy – Parcs Disneyland.
- 12 avril 1992 : ouverture d'Euro Disney Resort, renommé depuis Disneyland Paris.
- 19 mai 1994 : mise en service de l'interconnexion Est du TGV desservant Marne-la-Vallée - Chessy.
- 1995 : ouverture de la gare de Bussy-Saint-Georges, sur le RER A.
- 1997 : déménagement de l'École nationale des ponts et chaussées sur le Campus Descartes.
- 1999 : mise en service de la ligne E du RER (Éole) jusqu'à Villiers-sur-Marne - Le Plessis-Trévise.
- 2000 et 2001 : ouverture du centre commercial Val d'Europe et de la gare RER de Serris - Montévrain – Val d'Europe.
- 2003 : prolongement du RER E vers Tournan, permettant de desservir les gares des Yvris-Noisy-le-Grand et d'Émerainville - Pontault-Combault.
- 2006 : ouverture d'une sous-préfecture à Torcy.
- 2014 : ouverture du système de stations d'écomobilité
- 2017 : extension du périmètre d'intervention d'Epamarne avec 17 communes, dont Chelles, Sucy-en-Brie, Champigny-sur-Marne et Thorigny-sur-Marne[6].

### Transports: accompagnement du développement urbain par le RER et Transilien

#### Création de la branche Marne-la-Vallée du RER A

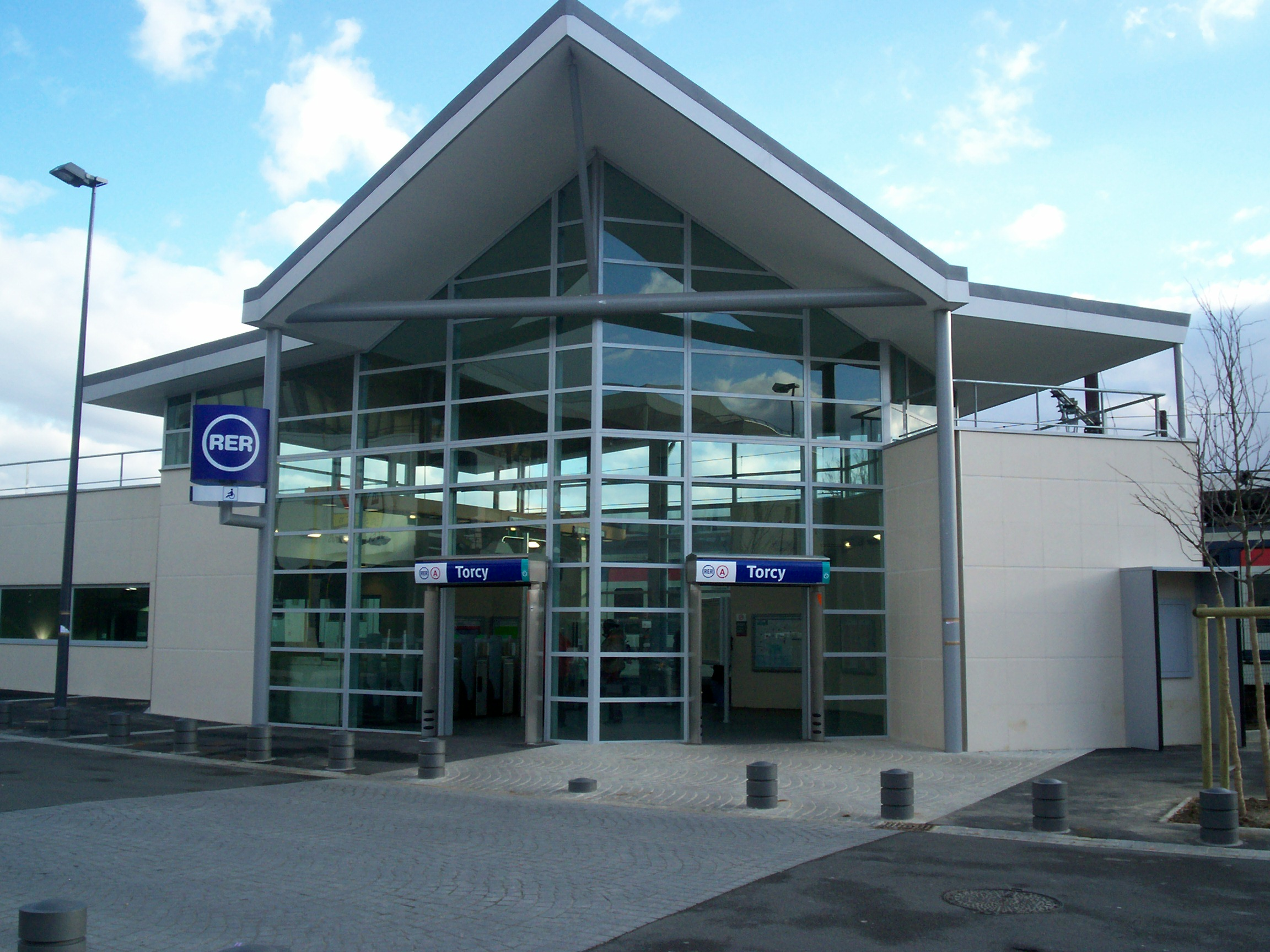
La gare de Torcy.

Un embranchement du RER A ayant pour vocation de desservir la ville nouvelle de Marne-la-Vallée est étudié dès 1964. Cette nouvelle ligne doit accompagner le développement des deux premiers secteurs d'urbanisation de la ville nouvelle et desservir les premiers quartiers édifiés, dont le principal est le Mont d'Est à Noisy-le-Grand, qui est devenu un centre d'affaires. Le tracé, partant entre les gares de Vincennes et Fontenay-sous-Bois est prévu en deux étapes, dont la première est déclarée d'utilité publique en 1973. Les travaux se déroulent d'octobre 1973 à juin 1977. Ainsi, la gare de Vincennes devient la gare de bifurcation des branches orientales de Boissy-Saint-Léger et Noisy-le-Grand.
Le 9 décembre 1977, jour de l'ouverture du tronçon central, la branche de Noisy-le-Grand-Mont d'Est, longue de 8 553 mètres, est mise en service, avec trois nouvelles gares intermédiaires. Après Vincennes, et traversé en souterrain le plateau de Romainville, la première gare est Val de Fontenay. Elle dessert la ZUP de Fontenay-sous-Bois et permet une correspondance avec la ligne de Paris-Est à Mulhouse-Ville. Après Val-de-Fontenay, Le RER circule sur le viaduc de Neuilly-Plaisance et dessert Neuilly-Plaisance. Franchi la Marne, le tracé du RER fait halte à Bry-sur-Marne. Au-delà, le tracé s'engouffre en souterrain pour desservir Noisy-le-Grand-Mont d'Est et son centre urbain régional (CUR).
Trois années plus tard, la branche de Noisy-le-Grand est prolongée de 8 764 mètres en direction de l'est jusqu'à Torcy, gare qui porte le nom de Torcy - Marne-la-Vallée jusqu'en 1992. Le tracé dessert l'université Paris-Est-Marne-la-Vallée, le centre urbain de Noisiel, et franchit le ru du Val Maubuée, entre les deux dernières gares de Lognes et de Torcy, par un viaduc en béton précontraint.
Le prolongement est inauguré le 19 décembre 1980 par Michel Giraud, président du conseil régional d'Île-de-France. Il s'accompagne d'une réorganisation du réseau d'autobus afin d'assurer un meilleur rabattement. La section n'est au départ exploitée qu'en simple navette dans l'attente de nouveaux matériels.

#### Desserte du parc Disneyland Paris
Durant les années 1980, l'entreprise américaine The Walt Disney Company est convaincue des atouts de l'Île-de-France pour l'accueil de son futur parc d'attraction implanté en Europe. Un site est pressenti, au cœur des grandes cultures céréalières de la Brie française, à l'est de la ville nouvelle de Marne-la-Vallée. La RATP étudie dès ce moment les possibilités de desserte du nouveau parc et avance prudemment l'idée d'un transport routier en site propre équipé de bus articulés, mais les Américains souhaitent une desserte ferroviaire par le RER. Au vu du développement économique probable apporté par la création d'un parc, l'État accepte de prolonger la ligne A jusqu'à Chessy et de prendre à sa charge les travaux, le financement étant trouvé hors de l'enveloppe déjà négociée dans le cadre du 9e contrat de plan État-région.
Le 18 décembre 1985, le gouvernement français signe un protocole avec la société Walt Disney établissant les conditions d'implantation du parc de loisirs Disneyland. La desserte ferroviaire est assurée par un nouveau prolongement de la ligne A, de onze kilomètres à partir de Torcy. Une convention est finalement signée le 24 mars 1987 afin d'entériner le projet, modifié avec l'implantation d'une gare TGV accolée à l'est de la gare terminale du RER. Le syndicat des transports parisiens, devenu Île-de-France Mobilité, prend en considération le schéma de principe du prolongement le 23 décembre 1987.
Les travaux sont engagés en septembre 1988. Ils nécessitent de remodeler l'arrière-gare de Torcy, avec création d'un hall d'entretien et la création de voies de garages, réaliser l'infrastructure du prolongement proprement dit, et réaliser une gare terminale à Chessy, à l'entrée du parc d'attractions, dessinée par le cabinet Viguier-Jodry pour s'harmoniser avec le « style Euro Disney ».
La ligne est prolongée le 1er avril 1992 jusqu'à Marne-la-Vallée - Chessy, onze jours avant l'inauguration du Parc Disneyland. Le RER a ici précédé l'urbanisation des secteurs III et IV de la ville nouvelle. Deux nouvelles gares sont ouvertes après l'ouverture du prolongement afin de desservir les nouvelles zones urbanisées : la gare de Bussy-Saint-Georges est ouverte en décembre 1992, puis la gare de Serris-Montévrain - Val d'Europe, inaugurée en avril 2001 pour desservir le nouveau quartier et centre commercial régional de Val d'Europe, en plein développement.

#### Arrivée d'Eole dans la ville nouvelle
Depuis 1999, la ville nouvelle de Marne-la-Vallée est dotée d'une deuxième ligne de RER, connue sous le nom de projet Eole, acronyme de « Est-Ouest Liaison Express ». Appelée ligne E, elle a pour objectif de contribuer au soulagement de la ligne A, car cette dernière est victime de son succès. La ligne E du RER permet de réaliser de meilleures liaisons avec le quartier Saint-Lazare (desservi par la gare d'Haussmann - Saint-Lazare) et ceux de la gare du Nord et de la gare de l'Est (desservi par la gare de Magenta). Elle a aussi pour but de desservir Marne-la-Vallée, en permettant de devenir une alternative à la ligne A. Le terminus oriental de la ligne E est fixé à la gare de Villiers-sur-Marne - Le Plessis-Trévise à compter du 30 août 1999.
La branche de Villiers-sur-Marne offre une correspondance avec la ligne A de la branche Marne-la-Vallée, à la gare du Val de Fontenay.
Depuis décembre 2003, la ligne E s'est étendue jusqu'à la gare de Tournan, permettant de desservir deux autres gares de la ville nouvelle au delà de Villiers-sur-Marne, dont la première dessert le quartier des Yvris à Noisy-le-Grand. La deuxième gare dessert Émerainville et Pontault-Combault.
L'extension du périmètre d'aménagement de la ville nouvelle permet l'inclusion des gares des Boullereaux - Champigny, de Roissy-en-Brie et de Chelles - Gournay

## Urbanisme et architecture
La Ville Nouvelle de Marne-la-Vallée a fait l’objet d’un projet urbain global qui figure dans le Schéma Directeur d’Aménagement et d’Urbanisme (SDAU) Régional de la Région parisienne de 1965, qui y prévoyait quatre unités urbaines (accueillant chacune environ 100 000 habitants et 50 000 emplois), desservies par le Réseau Express Régional (RER) et séparées les unes des autres par des zones naturelles agricoles ou forestières préservées. Un centre urbain régional appelé à rayonner sur l’Est Francilien y était également prévu. C’est ce projet qui a été mis en œuvre depuis 1970 assez fidèlement.
L’aménagement de Marne-la-Vallée a été réalisé par la mise en œuvre successive de deux conceptions bien distinctes de l’urbanisme et de l’architecture :
- La première inspirée par le mouvement moderne caractérise les Portes de Paris et le Val Maubuée au cours des années 1970 et 1980

- La seconde relève d’une inspiration classique prise en compte dans le Val de Bussy et dans le Val d’Europe à partir des années 1990

### Les quatre secteurs urbains de Marne-la-Vallée

#### Portes de Paris
Le premier secteur, Portes de Paris, s’est développé sur un important tissu urbain préexistant à dominante pavillonnaire (principalement sur la commune de Noisy-le-Grand) dans lequel ont été greffés quelques grands projets architecturaux d’une modernité emblématique tels que le Palais d’Abraxas (architecte Ricardo Bofill), les Arènes de Picasso (architecte Manuel Núñez Yanowsky) et la Noiseraie (architecte Henri Ciriani). Un ensemble de bois préexistants assure une discontinuité dans l’urbanisation avec le Val Maubuée.

#### Val Maubuée
Le deuxième secteur, Val Maubuée , a pris place sur un vaste territoire encore rural ponctué de 6 bourgs existants. La conception du Val Maubué repose sur une fédération de nouveaux quartiers organisés autour de centres d’équipements publics et de commerces accompagnant chacune des stations du RER et reliés entre eux par de grands parcs urbains agrémentés de petites rivières (les rus) et de plans d’eau. Les directives architecturales données par l’aménageur sont résolument modernes pour toutes les constructions nouvelles.
Trois complexes d’intérêt national sont implantés dans le Val Maubuée :
- Le pôle d’enseignement supérieur et de recherche de la Cité Descartes, regroupant l’Université Gustave-Eiffel, des écoles d’ingénieurs, des laboratoires de recherche nationaux. Une des premières villes intelligentes (smart city) de France y a vu le jour

- Le pôle culturel de La Ferme du Buisson, scène nationale et centre d’art

- Le pôle patrimonial du château de Champs-sur-Marne avec son parc conçu par Lenôtre et le laboratoire de recherche des Monuments historiques (LRMH)

Une coupure verte constituée des parcs de châteaux (Rentilly et Guermantes) sépare le Val Maubuée du Val de Bussy.

#### Val de Bussy
Le troisième secteur, Val de Bussy, a été réalisé principalement sur la commune de Bussy-Saint-Georges. Sa conception, originale en Île-de-France, est caractérisée par un urbanisme et une architecture d’inspirations classiques. Les constructions s’inscrivent dans une trame viaire en damier avec une continuité bâtie le long de rues et de places (inexistantes dans les grands ensembles modernes). Le style architectural très homogène mis en œuvre repose sur un vocabulaire formel strict (façades ordonnancées agrémentées de colonnades de portiques, toits à deux ou quatre pentes). La présence de quelques ensembles patrimoniaux majeurs (château de Guermantes, de Ferrières, de Jossigny) conforte cette image.
La zone agricole classée de Jossigny assure une transition naturelle vers le Val d’Europe.

#### Val d'Europe
Le quatrième secteur, le Val d’Europe, a une dimension européenne affirmée résultant de ses principales composantes : Disneyland Paris (première destination touristique d’Europe), le hub TGV de la gare de Marne-la-Vallée-Chessy (connexions Eurostar, LGV Est), le Centre urbain du Val d’Europe (centre commercial Val d’Europe, Vallée de la mode, hôpital régional, pôle universitaire). Comme dans le Val de Bussy, l’inspiration architecturales et urbanistique est classique mais avec une approche européenne aussi bien que française (styles haussmannien, Art déco), italienne (Toscane), anglaise (Regent’s Park à Londres) et euro-américaine (néo-urbanisme)
Le paysagement a fait l’objet d’une attention particulière, tant en termes d’investissement qu’en termes de maintenance, en faisant appel à une approche anglo-saxonne dans le quartier des hôtels et des parcs de loisirs et à une conception à la française ou seine-et-marnaise (arbres taillés, alignements d’arbres) dans les quartiers d’habitation.

## Géographie physique

Carte de Marne-la-Vallée, en teintes orange, jaune et vert.

### Hydrologie
L'ensemble du territoire est drainé par un double système d'étangs artificiels, interconnectés entre eux respectivement par le ru du Merdereau à l'ouest, et par le ru de Maubuée à l'est, ce qui a permis la grande urbanisation de ce secteur.

### Climat
Le climat est majoritairement de nature océanique dégradée avec quelques influences semi-continentales qui se manifestent par des étés chauds et des hivers beaucoup plus rigoureux que sur Paris intramuros et l'ouest de l’Île-de-France.
Les gelées, voire les chutes de neige, sont assez fréquentes au plus fort de l'hiver.

## Population et société

### Démographie
L'ensemble des secteurs a connu, depuis la création de la ville nouvelle, une croissance démographique très soutenue, mais elle s'atténue depuis 2006 dans les secteurs les plus urbanisés, proches de Paris, comme on le constate dans le tableau de population ci-dessous (qui ne prend pas en compte la commune de Villeneuve-le-Comte) :
| Secteur        | 1968   | 1975    | 1982    | 1990    | 1999    | 2006    | 2011    | 2016    |
| -------------- | ------ | ------- | ------- | ------- | ------- | ------- | ------- | ------- |
| Porte de Paris | 52 901 | 61 225  | 74 775  | 90 598  | 99 849  | 106 511 | 106 179 | 112 602 |
| Val Maubuée    | 10 270 | 15 414  | 47 179  | 78 952  | 85 128  | 86 602  | 86 802  | 87 258  |
| Val de Bussy   | 21 353 | 23 938  | 27 431  | 36 043  | 49 510  | 63 892  | 73 806  | 81 492  |
| Val d'Europe   | 1 829  | 2 543   | 3 264   | 5 242   | 11 884  | 22 445  | 28 341  | 32 960  |
| Total          | 86 353 | 103 120 | 152 649 | 210 835 | 246 371 | 279 460 | 295 128 | 314 312 |

### Enseignement

Bâtiment Copernic de l'Université de Marne-la-Vallée.

L'université Gustave-Eiffel, (ex-université Paris-Est Marne-la-Vallée) (UPEM) propose plusieurs filières, principalement sur le campus Descartes (à Champs-sur-Marne) et Noisy-le-Grand, mais aussi sur le site délocalisé du Val d'Europe.
Par ailleurs, Marne-la-Vallée accueille sur le campus Descartes de nombreux grandes écoles et établissements réputés, comme l'École nationale des ponts et chaussées (ENPC), l'École nationale des sciences géographiques (ENSG), le centre de formation supérieure scientifique et technique (ESIEE Paris) de la chambre de commerce et d'industrie de Paris (CCIP) ou encore l'École d'architecture de la ville et des territoires à Marne-la-Vallée.
La CCI accueille le groupe des hautes études en management en alternance (HEMA) qui regroupe l'école supérieure de management en alternance (ESMA), l'école supérieure de commerce international (ESCI) et deux instituts de management : l'institut supérieur d'études en alternance du management (ISEAM) et l'institut supérieur d'études en alternance du développement durable (ISEADD).
Enfin, Marne-la-Vallée accueillera le deuxième grand lycée international d'Île-de-France, implanté à cheval sur Noisy-le-Grand et Bry-sur-Marne (Porte de Paris) et aussi un lycée à sections internationales à Serris (Val d'Europe).

### Médias
Marne-la-Vallée possédait sa propre chaine de télévision locale, Canal Coquelicot, basée à Torcy, et disponible dans les villes câblées (Val Maubuée, Bussy-Saint-Georges, Chelles, Collégien, Émerainville, Lagny-sur-Marne, Pontault-Combault, Roissy-en-Brie, Saint-Thibault-des-Vignes), sur la chaine 8. La programmation était très axée sur les évènements du secteur et l'actualité locale.
De 1992 à 2015, Marne-la-Vallée disposait aussi de sa radio locale Vallée FM, qui émettait depuis Lognes. On peut écouter la radio régionale publique France Bleu Île-de-France sur le territoire de Marne-la-Vallée.
Dans la presse écrite régionale, l'hebdomadaire La Marne, édition de Marne-la-Vallée, du groupe Publihebdos, parait le mercredi. Dans les pages Seine-et-Marne, Seine-Saint-Denis et Val-de-Marne du quotidien Le Parisien, les informations concernent les communes de Marne-la-Vallée.
Chaque commune et chaque département publient son magazine, couplé à un site internet, dont trois (www.la-seine-et-marne.com, www.77info.fr et www.atome77.com) pour le département de Seine-et-Marne.

## Culture locale et tourisme

### Monuments, lieux touristiques, de loisirs et de sports
Outre Disneyland Paris, poids lourd du loisir, Marne-la-Vallée regorge de sites touristiques : des châteaux (Champs-sur-Marne, Jossigny, Rentilly), de nombreuses églises classées, quelques musées (Louis-Braille à Coupvray, Gatien-Bonnet à Lagny-sur-Marne, Adrien-Mentienne à Bry-sur-Marne, Émile-Jean à Villiers-sur-Marne et le musée d'histoire locale et du patrimoine de Noisy-le-Grand), et des sites insolites, comme l'ancienne chocolaterie Menier de Noisiel, le moulin Russon et le plus grand temple bouddhiste d'Europe de Bussy-Saint-Georges, le moulin de Belle-Assise à Jossigny, l'espace de sculptures de Chessy.
Le cadre naturel très soigné est aussi appréciable : la ville nouvelle comporte de nombreux lacs et étangs, bois, jardins et parcs, sans oublier la Marne et ses berges qui forment sa frontière au nord.
L'offre en matière de loisirs et de sports est dense : les parcs d'attraction Disneyland Paris, l'aquarium Sea-Life Paris-Val d'Europe de Serris, Villages Nature, le pôle de loisirs Bay 1 de Torcy, un complexe multisports à Noisy-le-Grand, un centre de loisirs et d'aventures au Clos du Chêne de Chanteloup-en-Brie, les golfs de Villiers-sur-Marne, de Vaires-Torcy, de Bussy-Guermantes et de Disneyland, les centres nautiques intercommunaux ou piscines municipales de Marne et Gondoire à Lagny-sur-Marne, de Bailly-Romainvilliers, de Coupvray, d'Émerainville, de Villiers-sur-Marne, de Noisy-le-Grand et de Torcy, le karting de Noisiel, la base de plein air et de loisirs de Vaires-Torcy, la base nautique de Lagny-sur-Marne, les sports nautiques sur la Marne et dans les bases de loisirs : aviron, voile, canoë-kayak, le tourisme fluvial sur la Marne, les centres hippiques municipaux ou privés, certains stades et gymnases municipaux ouverts au grand public, des courts de tennis publics ou privés, de nombreux boulodromes, des skate-parcs, le Crystal Paxton (salle de bowling et billards) à Ferrières-en-Brie, le bowling de Torcy, le parcours dans les arbres de Davy Crockett Aventure et le Panoramagique au lac du Disney Village, des lieux de pêche, les pistes cyclables, les sentiers balisés de randonnée pédestre, équestre, VTT, les parcours de running ,l'aérodrome de Lognes pour des vols touristiques ou des cours de pilotage, des complexes cinématographiques dans des centres commerciaux et des cinémas municipaux ou indépendants dans certaines communes.
Prêt gratuit sur réservation de vélos pour parcourir les sentiers de promenade et de randonnée, au parc culturel de Rentilly - Michel Chartier, à la Maison des Mobilités de Lagny-sur-Marne et au centre aquatique de Marne et Gondoire. Nombreuses associations de randonnée pédestre et cycliste.
Des offices de tourisme ou syndicats d'initiative existent à Bry-sur-Marne, Noisy-le-Grand, Torcy, Noisiel, Lagny-sur-Marne et Chessy.
Noisiel possède le label Ville d'art et d'histoire.

### Équipements culturels, festivals et manifestations
Sur le plan culturel, la Ferme du Buisson à Noisiel correspond à la scène nationale de Marne-la-Vallée, et offre une programmation riche et variée. Les espaces culturels Michel-Simon (à Noisy-le-Grand) et File7 (à Magny-le-Hongre) présentent aussi des concerts de qualité, comme toutes les autres scènes municipales (Jean-Moulin à Villiers-sur-Marne, centre artistique de Malestroit à Bry-sur-Marne, ferme Corsange à Bailly-Romainvilliers, ferme des Communes à Serris, Centre culturel Marc-Brinon à Saint-Thibault-des-Vignes, Centre culturel de la Courée à Collégien, Espace Charles-Vanel à Lagny-sur-Marne, salle Jacques-Brel à Champs-sur-Marne, Saint-Exupéry à Émerainville, Jean-Cocteau à Noisiel, Lino-Ventura à Torcy, etc.). À Bussy-Saint-Martin, le parc culturel de Rentilly -Michel Chartier, géré par Marne et Gondoire, est également très actif. Chaque commune possède sa bibliothèque ou médiathèque, avec ou sans bibliobus. Certaines ont un conservatoire de musique et de danse, un cinéma municipal, un centre municipal d'arts et des maisons de quartier. On trouve des cinémas à Noisy-le-Grand, Torcy, Noisiel, Lagny-sur-Marne et Chessy.
Les principales manifestations d'envergure locale, régionale, nationale, voire internationale comprennent :
- à Noisiel, Champs-sur-Marne, Lognes, Torcy, Vaires-sur-Marne et Chelles : Oxy'Trail, des courses à pied dont les départs et les arrivées des courses sont situées au parc de Noisiel. Le programme comprend trois courses (5, 13 et 23 km), une marche nordique, des courses enfants et un village d'animations. Benoît Ponton, ancien athlète, est le directeur de l'événement depuis sa création en 2013.[1] [archive][2] [archive]
- à Lagny-sur-Marne : le festival international FILM, le festival La Beauté sauvera le Monde, le Concours international de piano, le gala d'opérette, le Mai culturel, les Féeries de Noël, des concerts à l'abbatiale ;
- à Torcy : vide-grenier, Marvellous Island et Fall of Summer ;
- à Noisiel : festivals Tout'Ouïe, Pulp Festival , Ca me dit Cirqueet, saison de la scène nationale de la Ferme du Buisson ;
- à Champs-sur-Marne : des concerts classiques et des expositions au château ;
- à Croissy-Beaubourg: ENGIE Open de Seine-et-Marne ;
- à Émerainville: le festival Jeune Public ;
- à Lagny-sur-Marne, Torcy et Noisiel : la fête de la Marne ;
- à Serris : la foire aux greniers ;
- à Magny-le-Hongre : le festival Les Magnytudes ;
- à Coupvray : Les Bucoliques ;
- à Chessy: le festival Rock'n'roll Disney Village ;
- à Val Maubuée : le festival « Mots Buée » ;
- à Val d'Europe : Sport en fête, Semi-marathon du Val d'Europe, Festi'Ram et Musicales du Val d'Europe ;
- à Marne-et-Gondoire : le festival « Frisson baroque », le festival Automne Jazz, le festival Les Ritournelles, le Marathon de Marne et Gondoire ;
- à Paris-Vallée de la Marne : la fête de la Nature ;
- à Noisy-le-Grand : le festival « Chemins de traverse », le salon des antiquaires, les rencontres médiévales de Noisy, les Foulées de Noisy, des vide-greniers, les vendanges du Clos-Saint-Vincent, le Carnaval, le Marché de Noël, le plus grand et le plus authentique d'Île-de-France, des concerts à l'église Saint-Sulpice, des expositions et des concerts à la Villa Cathala , centre municipal des arts, et dans les six maisons pour Tous, Noisy-Plage ;
- à Bussy-Saint-Martin : le festival « Printemps de Parole », la Rando Méli-Mélo, des concerts à l'église ;
- à Bussy-Saint-Georges : les Foulées de Bussy, le Carnaval, la fête de la Saint-Georges, Bussy-Plage, des concerts ;
- les journées des plantes et art du jardin ;
- le concours Balcons et jardins fleuris ;
- le festival départemental du patrimoine en Seine-et-Marne ;
- dans certaines communes : la Fête de la musique, la Fête du cinéma, le Printemps des poètes, les Journées européennes du patrimoine, les Journées européennes des métiers d'art, le Nouvel An chinois, le Carnaval, le marché de Noël avec ou sans patinoire mobile, le Forum des associations, les vide-greniers, les rencontres sportives.

## Voies de communication et transports
La ville nouvelle de Marne-la-Vallée est desservie par deux lignes de RER, une ligne du réseau Transilien, totalisant 18 gares ferroviaires, deux réseaux de bus (RATP et Pep's), une gare TGV, l'autoroute A 4 (dite, l'autoroute de l'Est) ; en outre, elle possède un aérodrome.

### Réseau Express Régional et Transilien

#### RER A

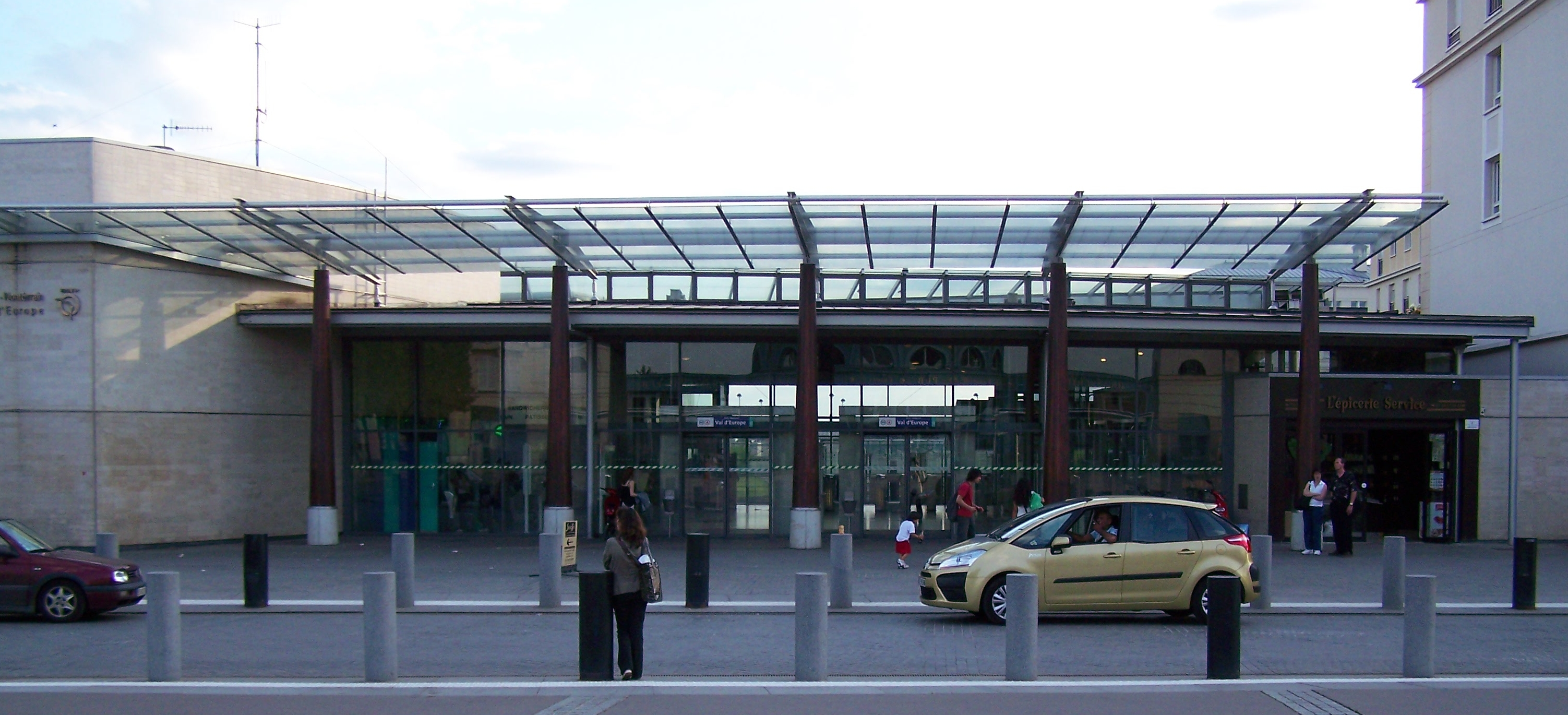
Gare RER de Serris-Montévrain — Val d'Europe.

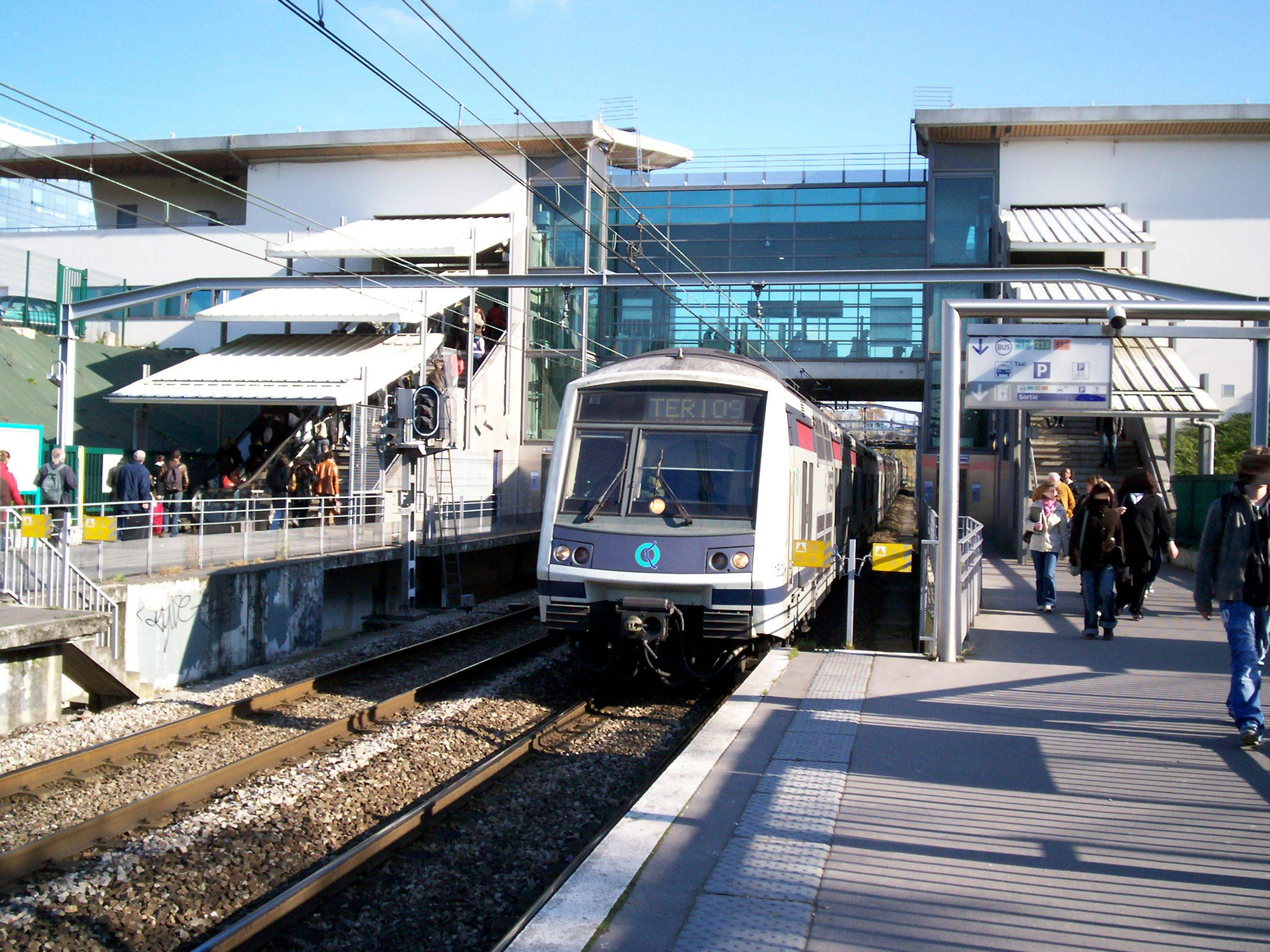
Gare RER de Noisy - Champs - Champy-Nesles.

La ville nouvelle est traversée d'ouest en est par le RER A, sur la branche A4. Une gare est située sur la branche A2, liée à l’extension du périmètre d'aménagement de la ville nouvelle. Au total, dix gares desservent en plein cœur, l'ensemble des secteurs de Marne-la-Vallée, avec les gares de :
- Bry-sur-Marne ;
- Noisy-le-Grand-Mont d'Est ;
- Noisy-Champs ;
- Noisiel ;
- Lognes ;
- Torcy ;
- Bussy-Saint-Georges ;
- Serris-Montévrain - Val d'Europe ;
- Marne-la-Vallée - Chessy (terminus de la branche A4)
- Sucy-Bonneuil (branche A2 de Boissy-Saint-Léger)

La gare de Châtelet-Les-Halles est à 18 minutes de la Porte de Paris (Bry-sur-Marne) et 40 minutes du Val d'Europe (Marne-la-Vallée - Chessy)

#### RER E (Eole)

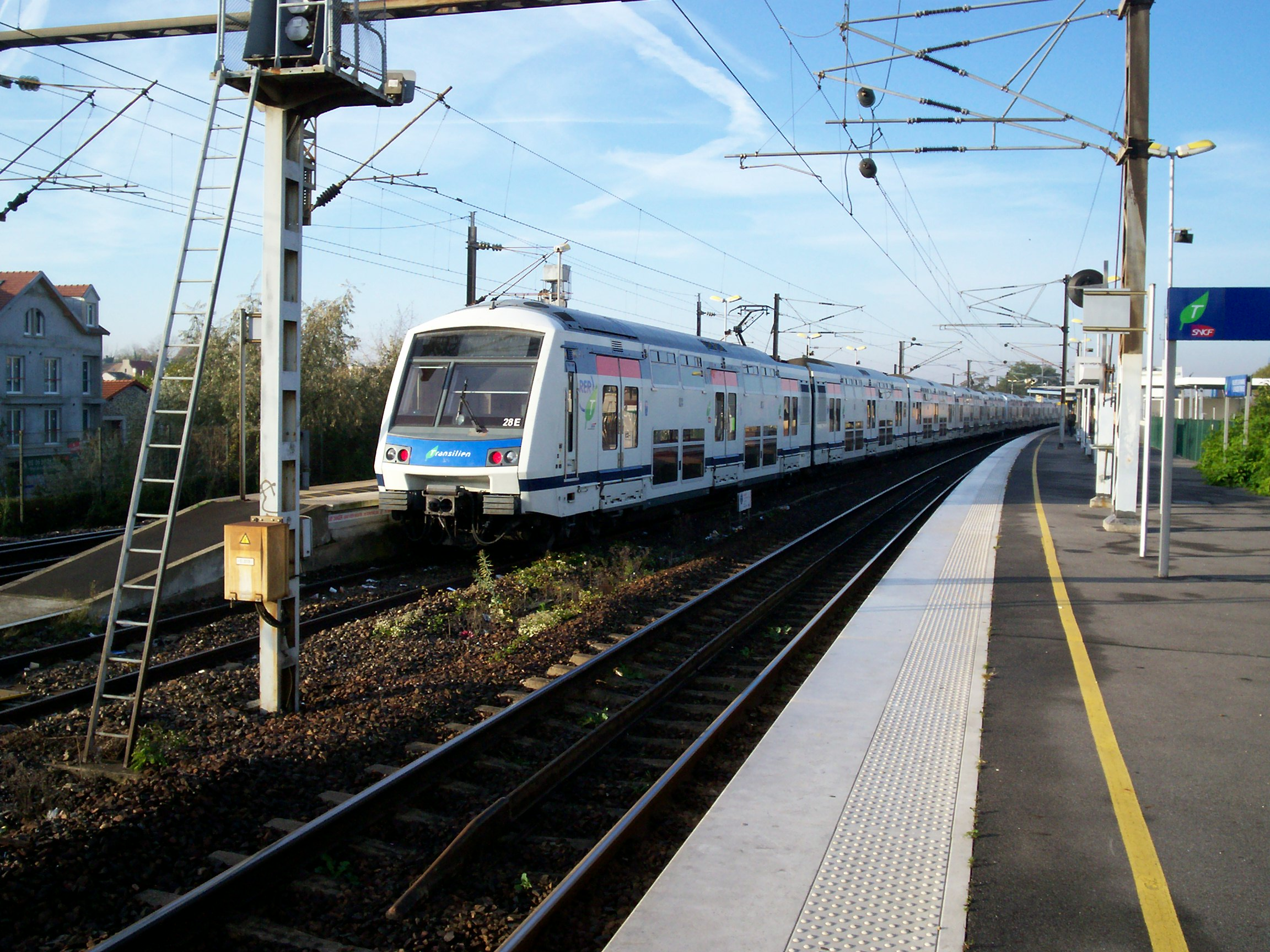
La gare de Villiers-sur-Marne - Le Plessis-Trévise.

Le RER E irrigue en partie le territoire marnovallien sur la branche E4 de Tournan. Depuis l'extension du périmètre de la ville nouvelle, une gare sur la branche E2 est incluse. Elles sont situées sur les secteurs de la Porte de Paris et du Val Maubuée, avec les gares de :
- Chelles - Gournay (terminus de la branche E2) ;
- Les Boullereaux - Champigny
- Villiers sur Marne - Le Plessis-Trévise ;
- Les Yvris-Noisy-le-Grand ;
- Émerainville - Pontault-Combault ;
- Roissy-en-Brie

#### Transilien ligne P

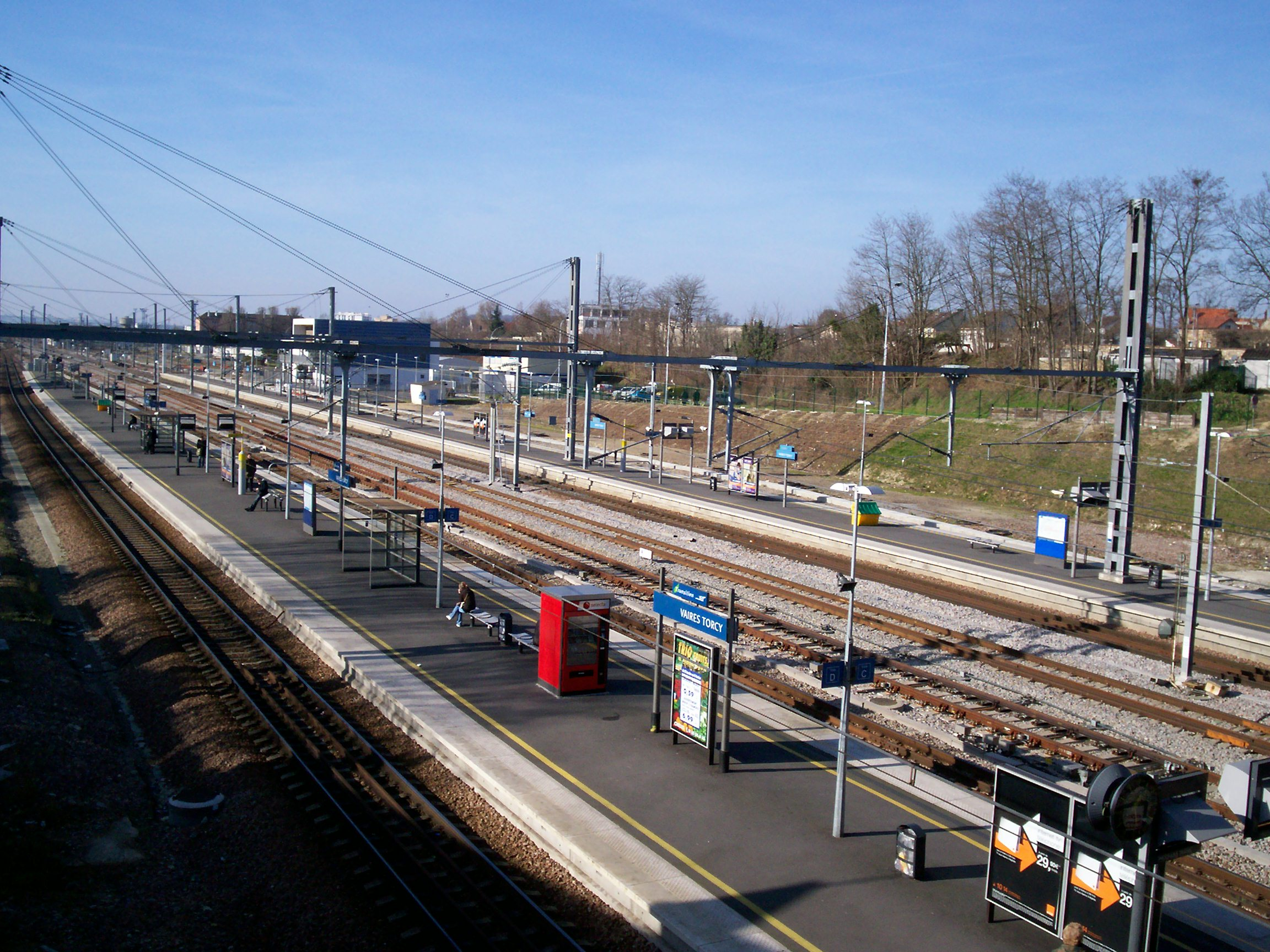
Gare de Vaires - Torcy.

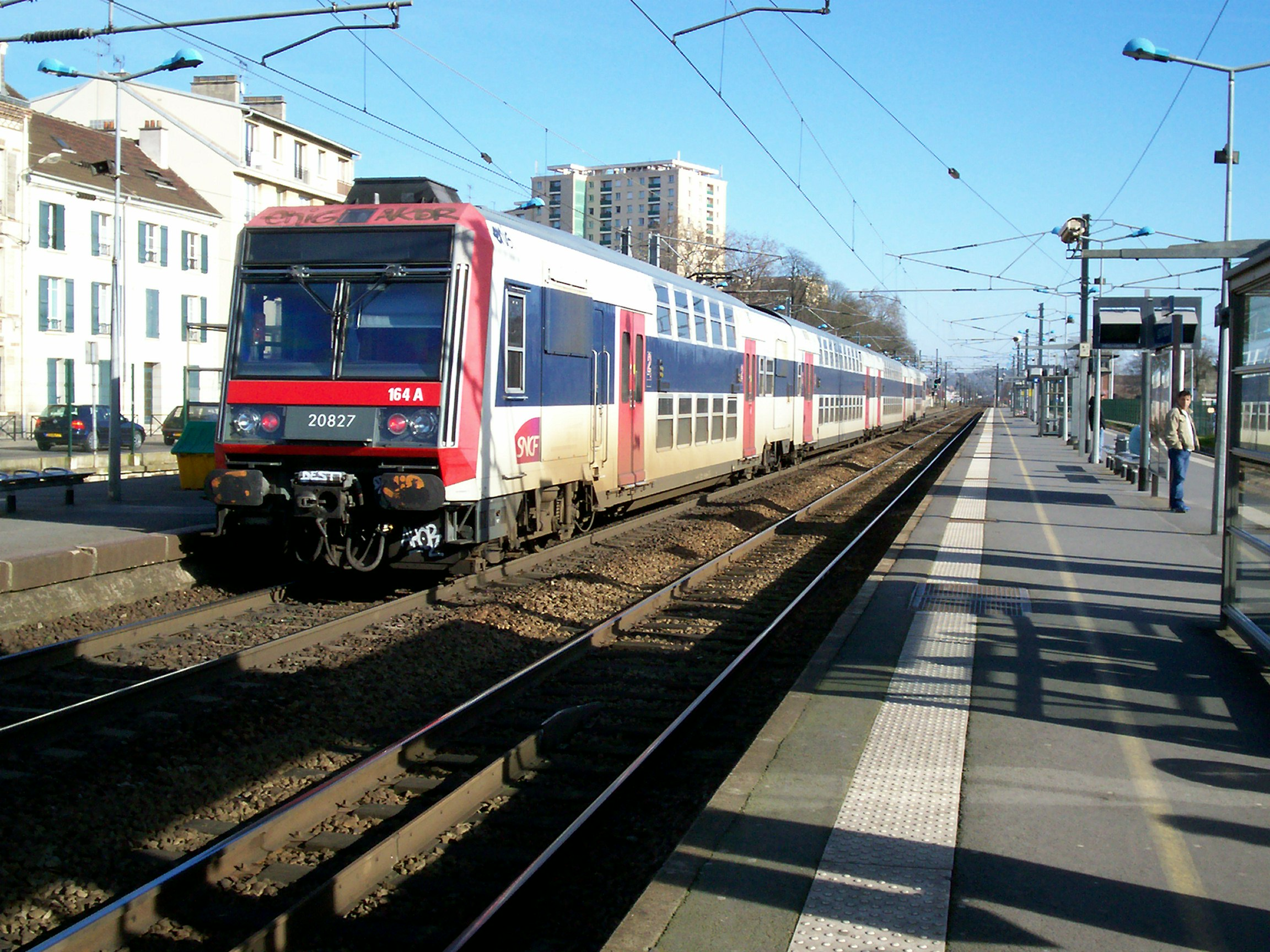
Gare de Lagny - Thorigny.

Gérée par le réseau Transilien Paris-Est, la branche Paris - Gare de l'Est/Meaux via Chelles-Gournay de la ligne P du Transilien, dessert trois gares SNCF situées au nord des secteurs 2 et 3 de Marne-la-Vallée :
- Chelles - Gournay ;
- Vaires - Torcy ;
- Lagny - Thorigny.

La gare de l'Est est à 20 minutes de la gare de Vaires - Torcy et à 25 minutes de celle de Lagny - Thorigny.

### TGV
La ville nouvelle et les parcs Disneyland sont desservis par la gare de Marne-la-Vallée - Chessy où s'arrêtent le TGV, dont le TGV Est Européen et l'Eurostar par la LGV Interconnexion Est permettant de rallier Londres, Lille, Strasbourg et Roissy-Charles-de-Gaulle (en 10 minutes) depuis la ville nouvelle. Elle accueille 5 000 voyageurs par jour. La gare de Marne-la-Vallée - Chessy est la première gare de correspondance de TGV en France. Depuis 2013, elle accueille le concept de TGV à bas prix « Ouigo » avec des trains en partance et provenance de Lille-Flandres, Lyon-Saint-Exupéry, Valence, Avignon, Aix-en-Provence, Marseille-Saint-Charles, Nîmes et Montpellier-Saint-Roch, etc.

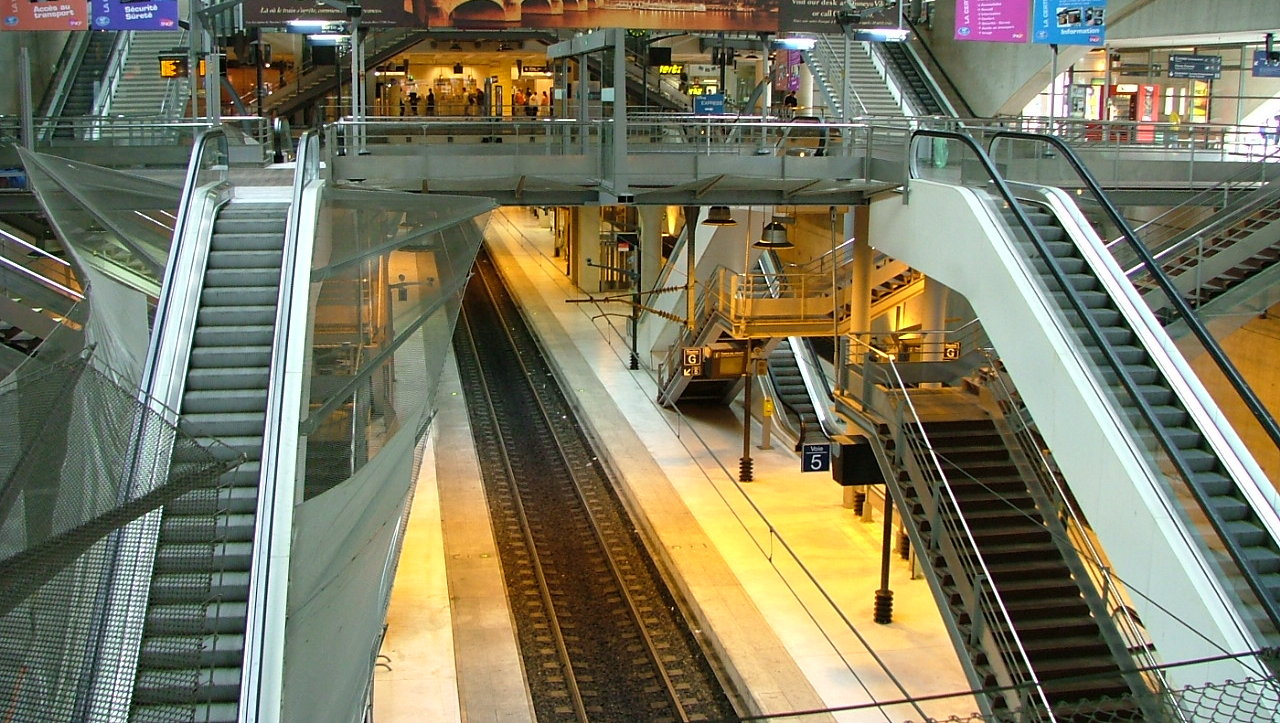
Quais de la gare TGV de Marne-la-Vallée - Chessy.

### Autoroutes
L'Autoroute A4 (Paris-Strasbourg) traverse également la zone d'ouest en est.
L'Autoroute A104 ou Francilienne est commune à l'Autoroute A4 de l'échangeur de Lognes (Noisiel) à l'échangeur de Collégien (Collégien) dans le sens Paris-province où elle bifurque vers le nord en direction de l'aéroport Roissy-Charles-de-Gaulle.

### Bus
Les deux premiers secteurs de la ville nouvelle de Marne-la-Vallée, Portes de Paris et Val Maubuée, sont desservis par des bus RATP, et les deux derniers secteurs, Val de Bussy et Val d'Europe sont desservis par le réseau de bus de Marne-la-Vallée.
Marne-la-Vallée bénéficie également de la desserte des réseaux Meaux et Ourcq, Provinois - Brie et Seine et Seine-et-Marne Express, notamment avec les lignes :
- 18 : Melun – Meaux, via Lognes, Torcy, Serris ;
- 19 : Torcy – Aéroport de Paris-Charles-de-Gaulle, via Chelles ;
- 50 : Provins – Gare de Marne-la-Vallée - Chessy, via Chenoise, Touquin.

### Aérodrome
Sur le territoire de la ville nouvelle, est implanté l'aérodrome de Lognes-Émerainville.

### Stations d'écomobilité
Le territoire a inauguré en 2014 un premier réseau d'une vingtaine de stations d'écomobilité réparties sur le territoire de Marne-la-Vallée. Ces stations regroupent des bornes de recharge pour véhicules électriques, de l'autopartage, du covoiturage dynamique et de l'information voyageur contextualisée. Le déploiement sur 2015 et 2016 prévoit une centaine de stations au total.

### Projets de transports
Bientôt la ville nouvelle de Marne-la-Vallée sera encore mieux desservie par les transports. Ceci serait réalisé par :
- le développement de la gare TGV ;
- le développement du pôle multimodal de Noisy-le-Grand ;
- la desserte du Trans-Val-de-Marne ;
- la desserte du tramway de la ligne T11 ;
- la desserte du réseau Tzen ;
- la desserte des lignes 15 et 16 du Grand Paris Express ;
- la desserte de la ligne E du RER au nord de la ville nouvelle ;
- la desserte de la ligne P Sud branches de Provins et Coulommiers
- la création d'un TCSP entre Lagny et Val d'Europe ;
- la création d'un TCSP entre Sénart, Torcy et Roissy ;
- l'amélioration des liaisons entre Marne-la-Vallée et Meaux.

#### Développement de la gare TGV
Il est prévu, à moyen terme, de développer la gare TGV de Marne-la-Vallée - Chessy. D'ici 2010, elle sera encore mieux desservie puisque le nombre de trains pourrait passer de 55 à 150 trains par jour.

#### Pôle multimodal de Noisy-le-Grand-Mont d'Est
Plusieurs projets de transports ont été évoqués pour desservir la gare de Noisy-le-Grand-Mont d'Est, le Trans-Val-de-Marne, le tramway de la ligne T11, et le bus Altival. Si le dernier est plus avancé, les deux premiers ne seraient plus d'actualités ou ajournés.

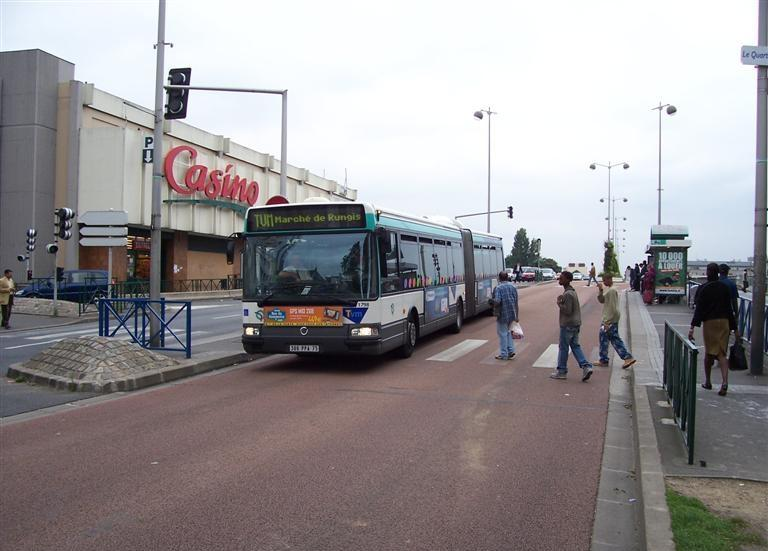
Le Trans-Val-de-Marne.

Il était prévu fin 2013 que le TVM Est, dérivé du Trans-Val-de-Marne, soit prolongé jusqu'à la gare de Noisy-le-Grand-Mont d'Est depuis la gare de Saint-Maur - Créteil, afin de diffuser de meilleures relations entre les pôles de Créteil et de Noisy-le-Grand.
Par ailleurs, le projet de SDRIF adopté par la région en février 2008 prévoit à l'horizon 2020-2030, le prolongement de la ligne de tramway T11 depuis Noisy-le-Sec jusqu'en gare de Noisy-le-Grand-Mont d'Est.
Il est envisagé que la gare de Noisy-le-Grand-Mont d'Est soit le terminus une autre ligne de bus à haut niveau de service, appelée Altival. Cette nouvelle ligne doit relier de Noisy-le-Grand à la gare RER A de Sucy - Bonneuil, sur la branche de Boissy-Saint-Léger. Cette future ligne de bus pourrait faire partie du réseau Tzen.

#### Grand Paris Express à Noisy - Champs et Chelles - Gournay
Il est prévu que la ville nouvelle soit desservie par le Grand Paris Express par trois stations de métro, dont deux sur la ligne 15 aux nouvelles stations de Bry - Villiers - Champigny et Noisy - Champs, dont la mise en service est prévue pour 2025. La dernière sera le terminus de la ligne 15 et de la ligne 16 en provenance de Saint-Denis - Pleyel. La troisième station sera Chelles - Gournay, desservie par la ligne 16.

#### Nouvelle gare de Bry - Villiers - Champigny
Afin d'accompagner le développement urbain du secteur de Marne-Europe, un nouveau pôle multimodal sera créé dans le secteur éponyme, appelé Bry - Villiers - Champigny. Il sera desservi par une gare de la ligne 15 du métro, par le RER E de la branche de Tournan-en-Brie et par le bus Altival. De plus, les trains de la ligne P des branches de Provins et de Coulommiers desserviront la gare, pour un accès direct à la gare de Paris-Est et à la ville nouvelle depuis ces branches.

#### TCSP Lagny-Thorigny - Val d'Europe
Le SDRIF prévoit la création d'un TCSP (transport en commun en site propre) qui reliera entre elles les gares de Lagny-Thorigny et de Serris-Montévrain - Val d'Europe.

#### TCSP Sénart - Torcy - Roissy
Le SDRIF prévoit aussi la création d'un TCSP reliant Sénart à Roissy-Charles-de-Gaulle via Torcy, qui remplace l'ancien projet de la Tangentielle Est.

#### Relations Marne-la-Vallée - Meaux
Il est prévu d'améliorer les relations entre la ville nouvelle de Marne-la-Vallée et la ville de Meaux, car elle permettra aux habitants du nord-est du département de Seine-et-Marne d'avoir un meilleur accès à la ville nouvelle et à ses pôles urbains, et aussi au complexe touristique de Disneyland Paris. Cela se fera par la création d'une ligne de transport de commun en site propre (TCSP) ou par un hypothétique prolongement du RER A.
Ce projet dépendant du prolongement de la ligne E du RER d'Île-de-France à l'ouest qui pourrait aboutir vers 2022 à Nanterre. Il était souhaité un prolongement de la ligne E du RER au-delà de la gare de Chelles - Gournay, jusqu'à la gare de Meaux, et les gares de Vaires - Torcy et Lagny-Thorigny soient desservies par la branche E2 du RER E. Ce dernier remplacerait l'actuelle liaison transilienne Paris - Meaux. Le prolongement jusqu'à Meaux n'est plus évoqué, des études sont en cours pour un terminus à la gare de Lagny - Thorigny.
Le prolongement de la ligne E du RER au-delà de la gare de Chelles - Gournay, pourrait avoir un impact sur un éventuel prolongement de la ligne A du RER au-delà de Marne-la-Vallée - Chessy. Un projet anciennement inscrit dans le SDRIF de 1994, que prévoyait l'aménageur de la ville nouvelle, Epamarne, de créer sur la commune de Coupvray ou Esbly, une gare d'interconnexion entre le RER A et l'actuelle ligne P Nord Paris-Est/Meaux/Château-Thierry/la Ferté-Milon. Demandée par la ville nouvelle et la ville de Meaux, le prolongement du RER A aurait permis de créer une nouvelle interconnexion avec la ligne E, si cette dernière avait été prolongée de Chelles à Meaux, en remplacement de l'actuel tronçon de la ligne P Paris-Meaux.
Mais compte tenu de la saturation de la ligne A pour le moment, le SDRIF propose à la place d'un prolongement du RER, la création d'un TCSP reliant Val d'Europe à Esbly, par le bus EVE.

#### Prolongement du RER E jusqu'au secteur du Val d'Europe
En plus du prolongement jusqu'à la gare de Meaux, le Schéma directeur de la région Île-de-France (SDRIF) de 1994 avait proposé une nouvelle et courte branche orientale de la ligne E du RER, au-delà de la gare de Chelles - Gournay (terminus actuel), jusqu'au secteur IV (Val d'Europe) de la ville nouvelle de Marne-la-Vallée. Cette branche aurait eu pour terminus, la gare de Marne-la-Vallée - Chessy, et aurait favorisé une nouvelle correspondance entre les lignes A et E du RER, et avec la gare TGV.
Le prolongement du RER E jusqu'à Marne-la-Vallée - Chessy aurait permis au secteur du Val d'Europe, et au complexe touristique de Disneyland Paris de disposer d'une deuxième ligne de RER, depuis Paris, notamment à partir de la gare de Magenta, en ayant accès au complexe éponyme sans passer par la gare de Châtelet - Les Halles ni par la gare du Val de Fontenay.
Cette proposition d'extension du RER E jusqu'à la gare de Marne-la-Vallée - Chessy n'a jamais été reprise, depuis les mises à jour du SDRIF, et n'a pas fait l'objet d'études.

## Filmographie
- Les Nuits de la pleine lune, film français réalisé par Éric Rohmer, sorti le 29 août 1984. L'action se déroule entre Lognes (commune de la ville nouvelle de Marne-la-Vallée, alors en plein développement urbain) et Paris.
- Certaines scènes de films, de publicités, de clips musicaux ont été tournées à Noisy-le-Grand, aux Espaces d'Abraxas, au Palacio, aux Arcades et aux Arènes de Picasso.
- Des scènes de films de cinéma ou de télévision ont été tournées à Lagny-sur-Marne ainsi que dans et autour des châteaux de Champs-sur-Marne, de Ferrières-en-Brie et de Guermantes.

## Galerie de photographies

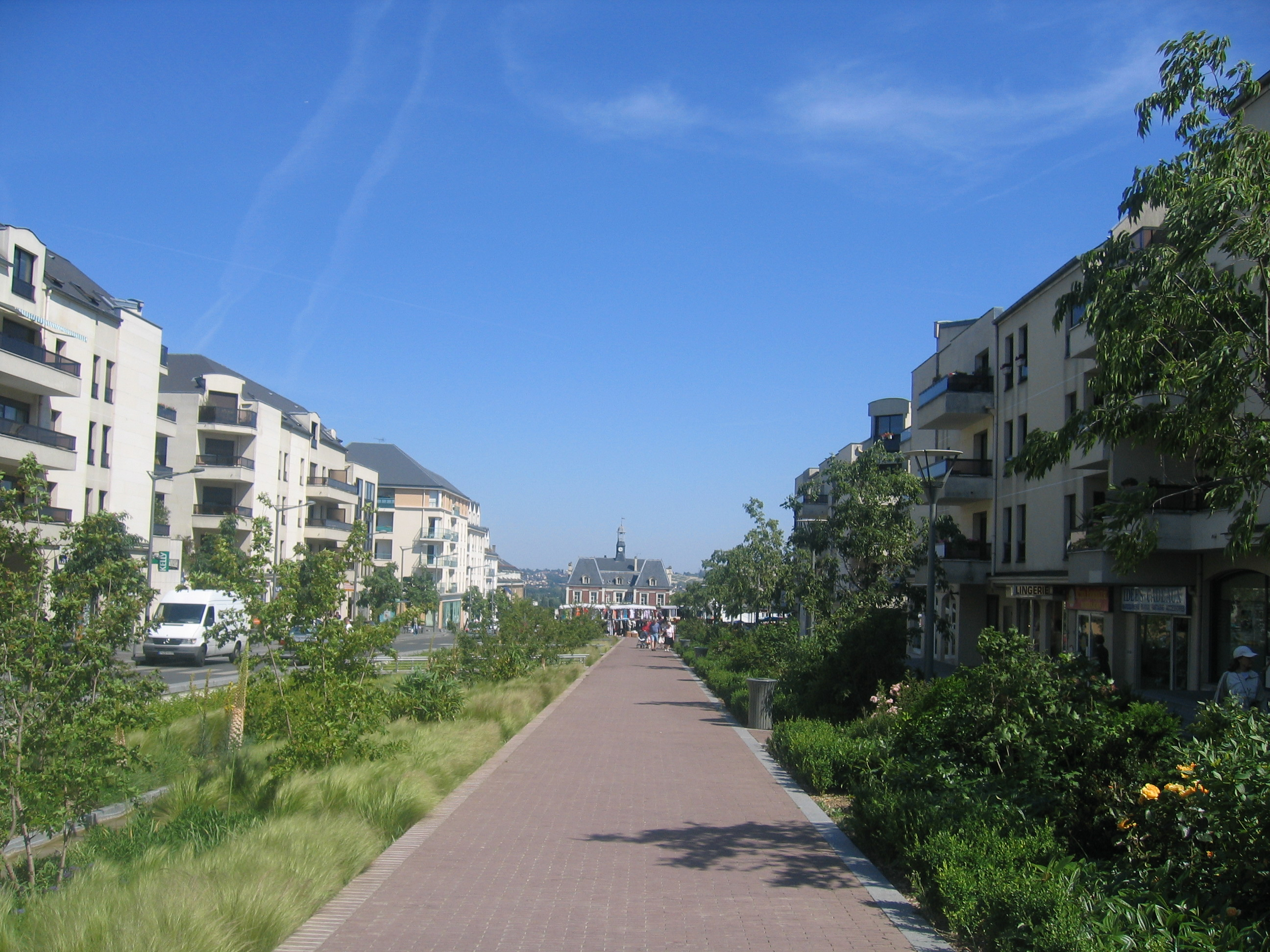
Centre-ville de Noisy-le-Grand.
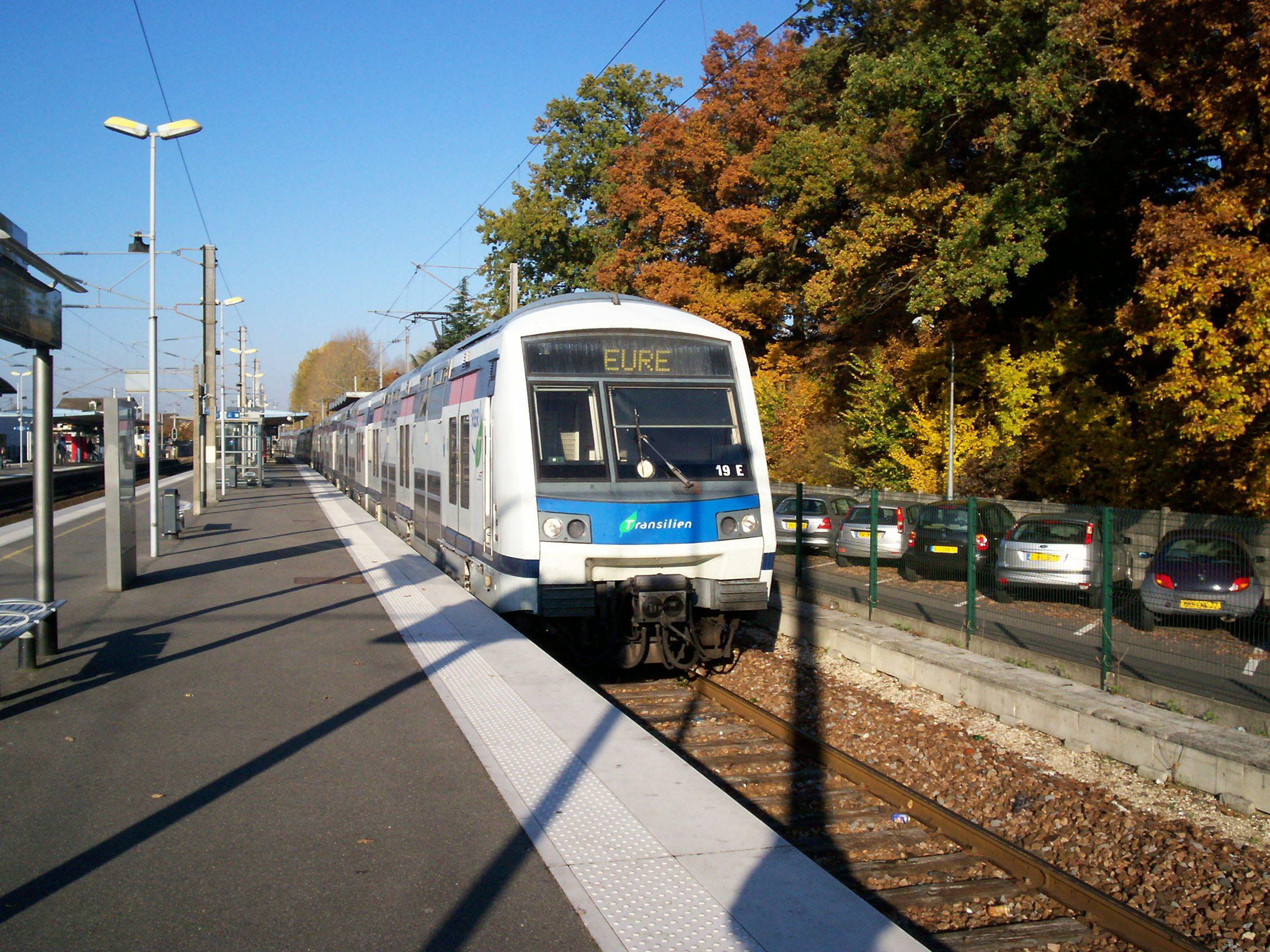
Gare d'Émerainville - Pontault-Combault, desservie par le RER E.
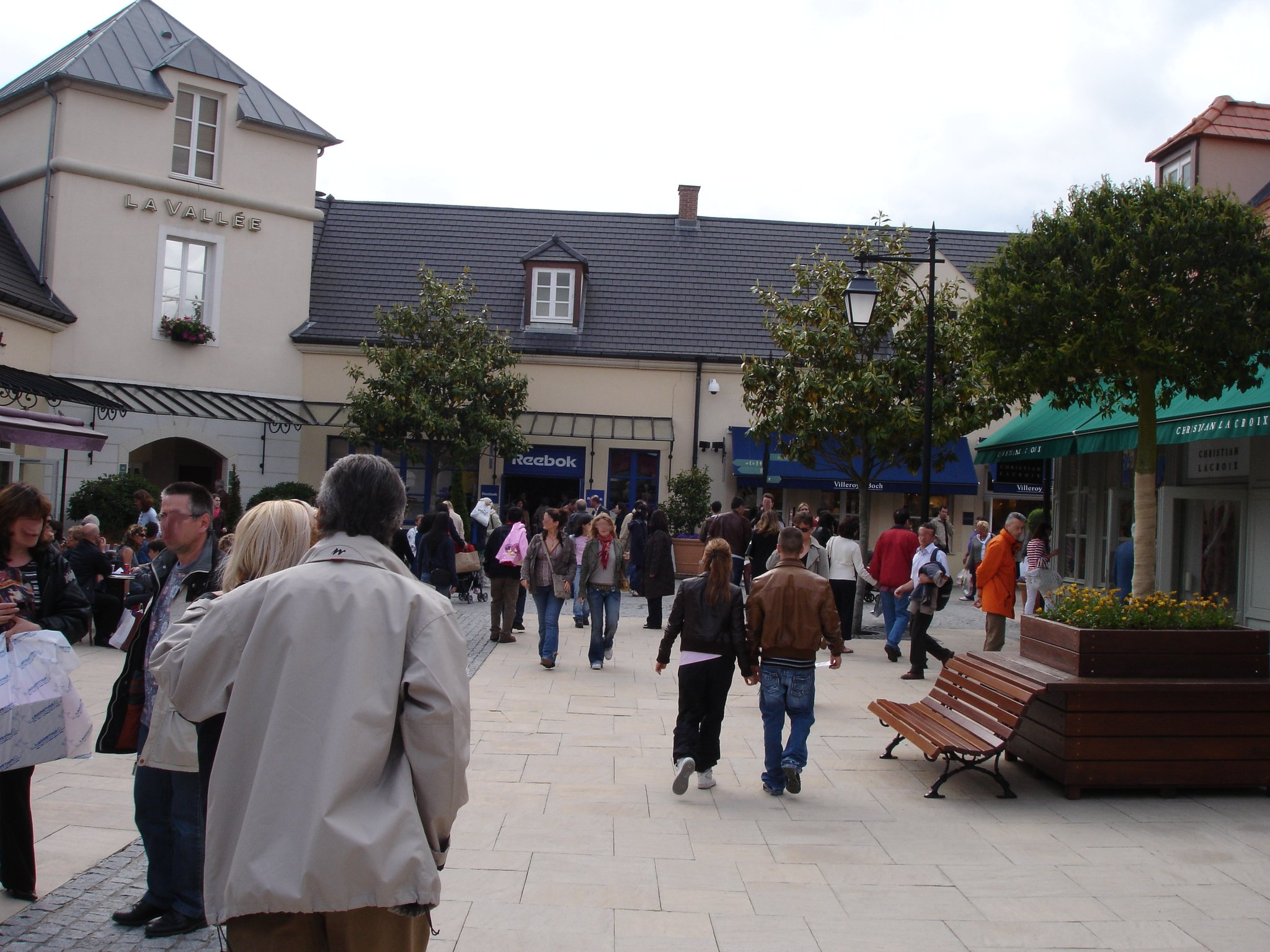
Vallée Outlet Shopping Village, dans le Val d'Europe.
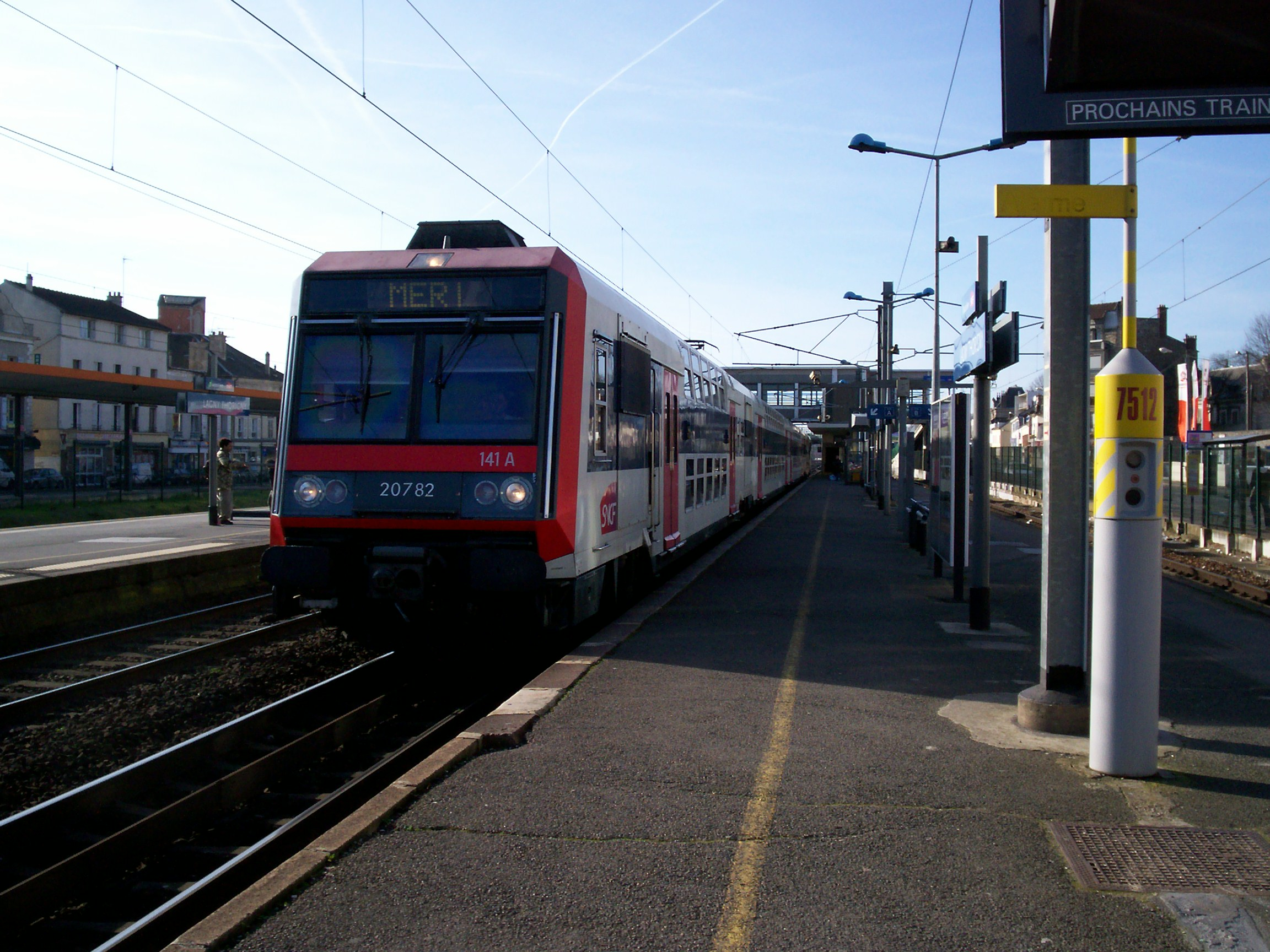
Gare de Lagny - Thorigny, desservie par la ligne P du Transilien Paris-Meaux via Chelles.
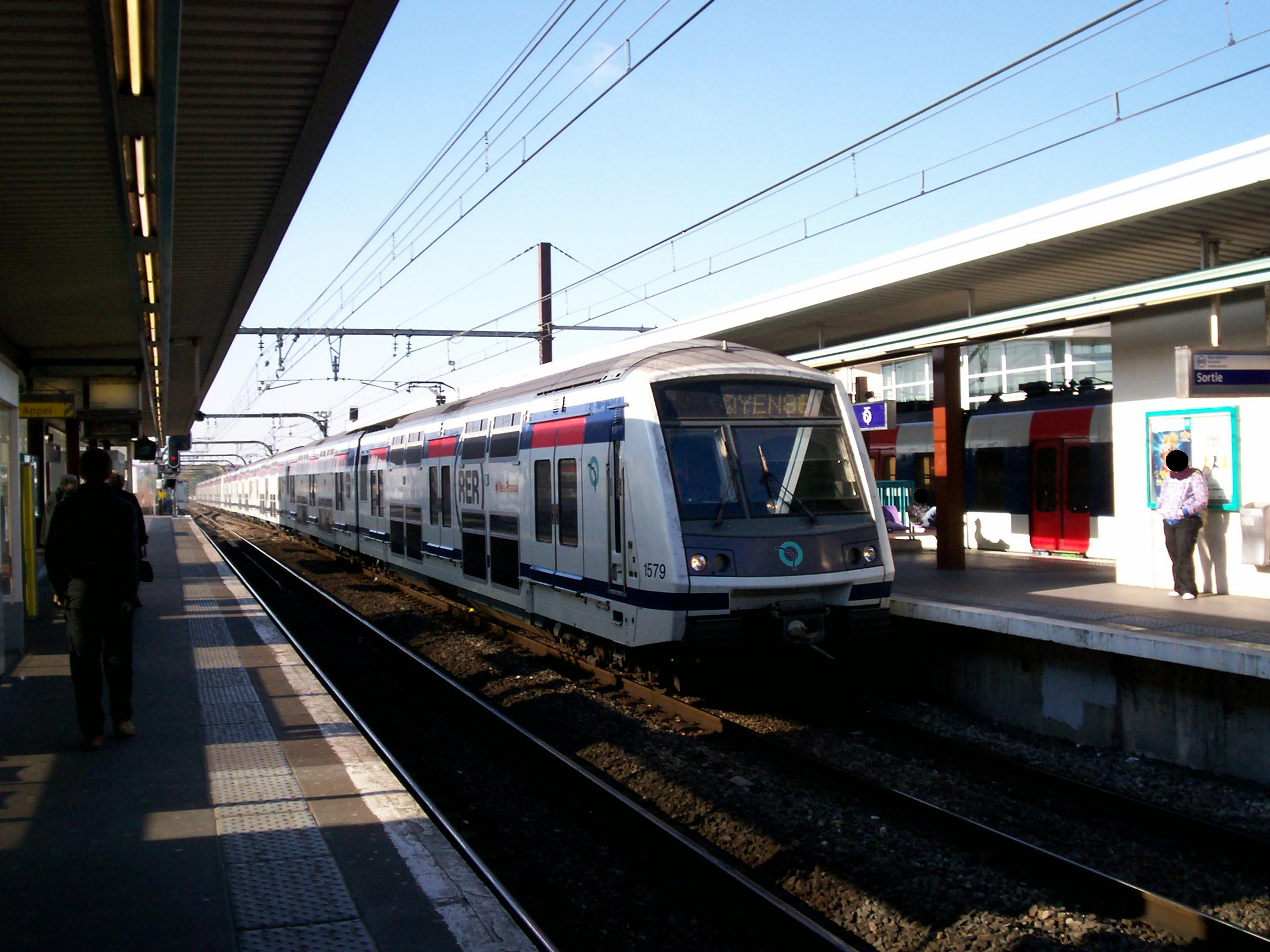
Gare de Torcy, desservie par le RER A.
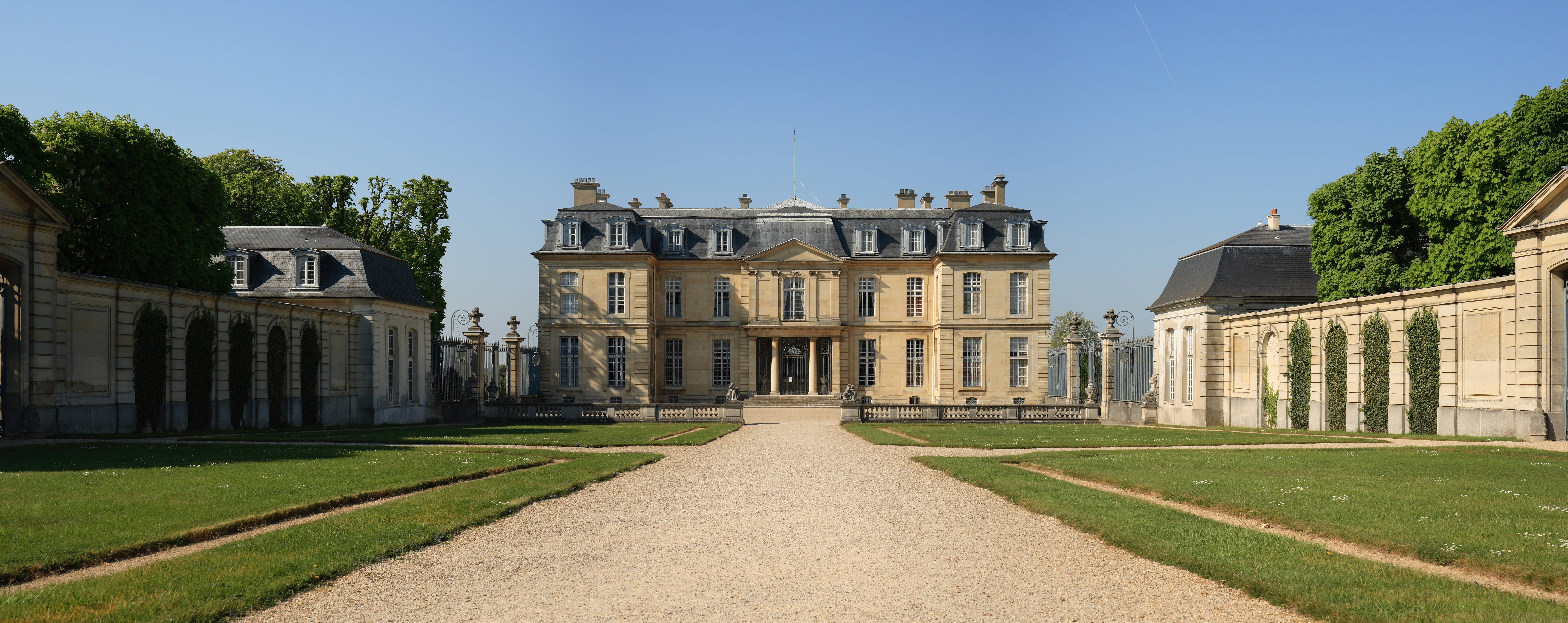
Château de Champs-sur-Marne.
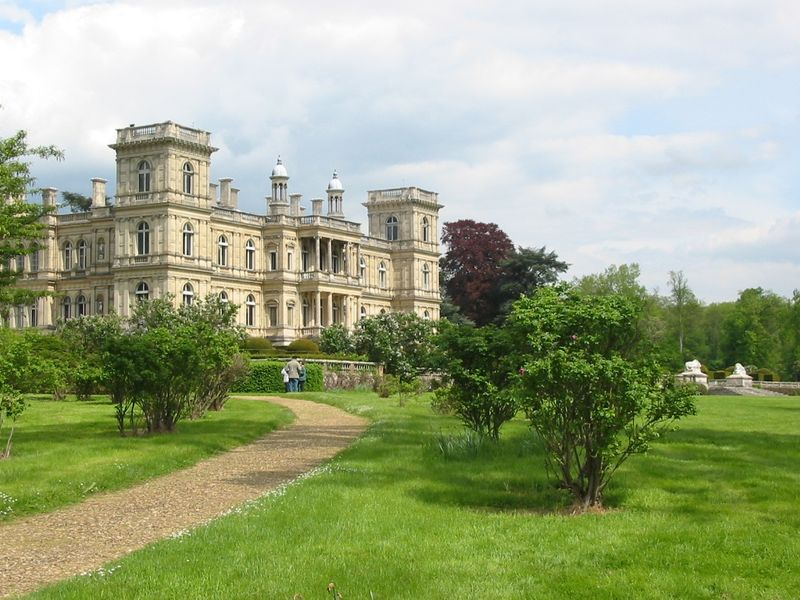
Château de Ferrières-en-Brie.
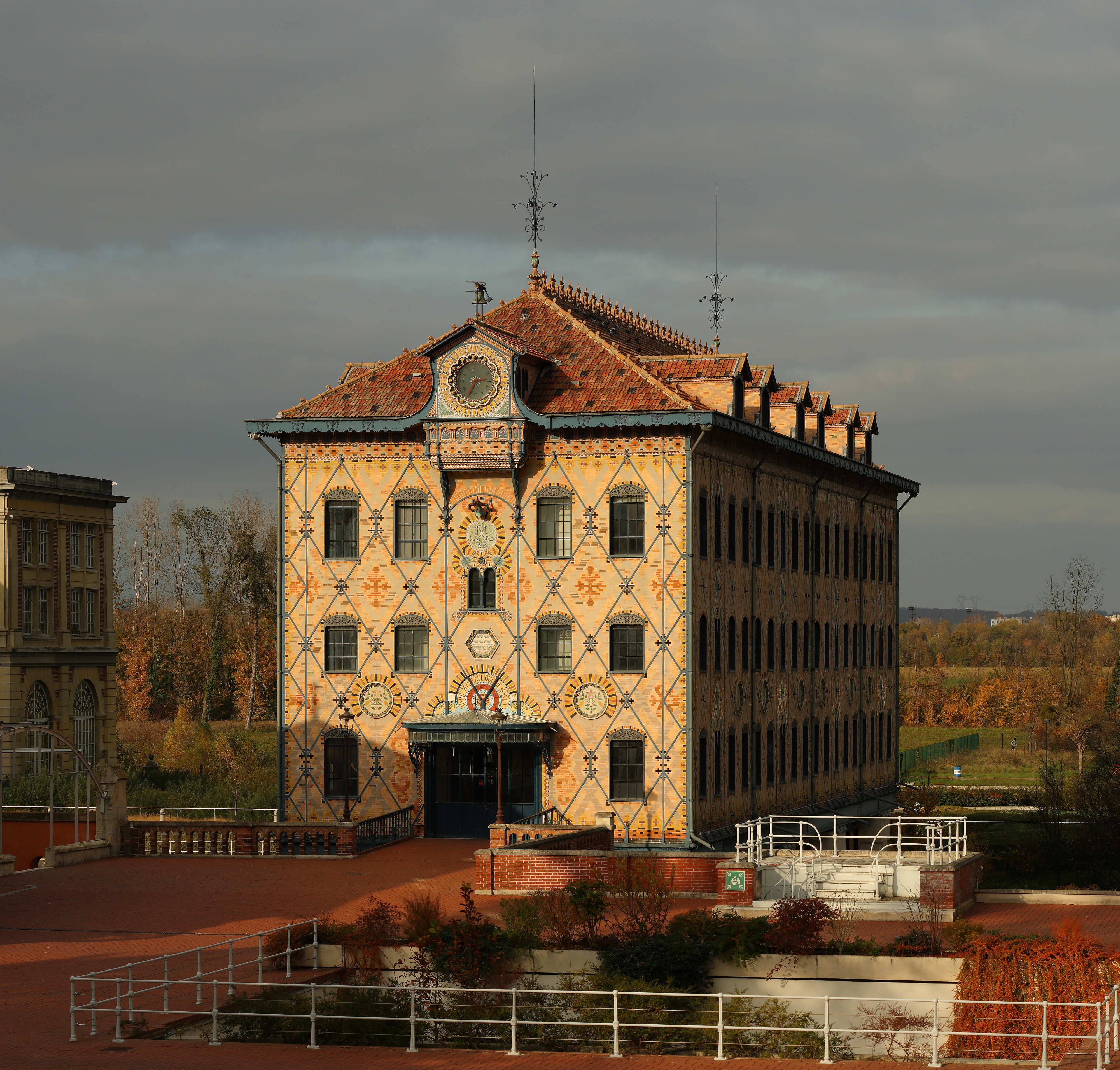
Chocolaterie Menier, à Noisiel.
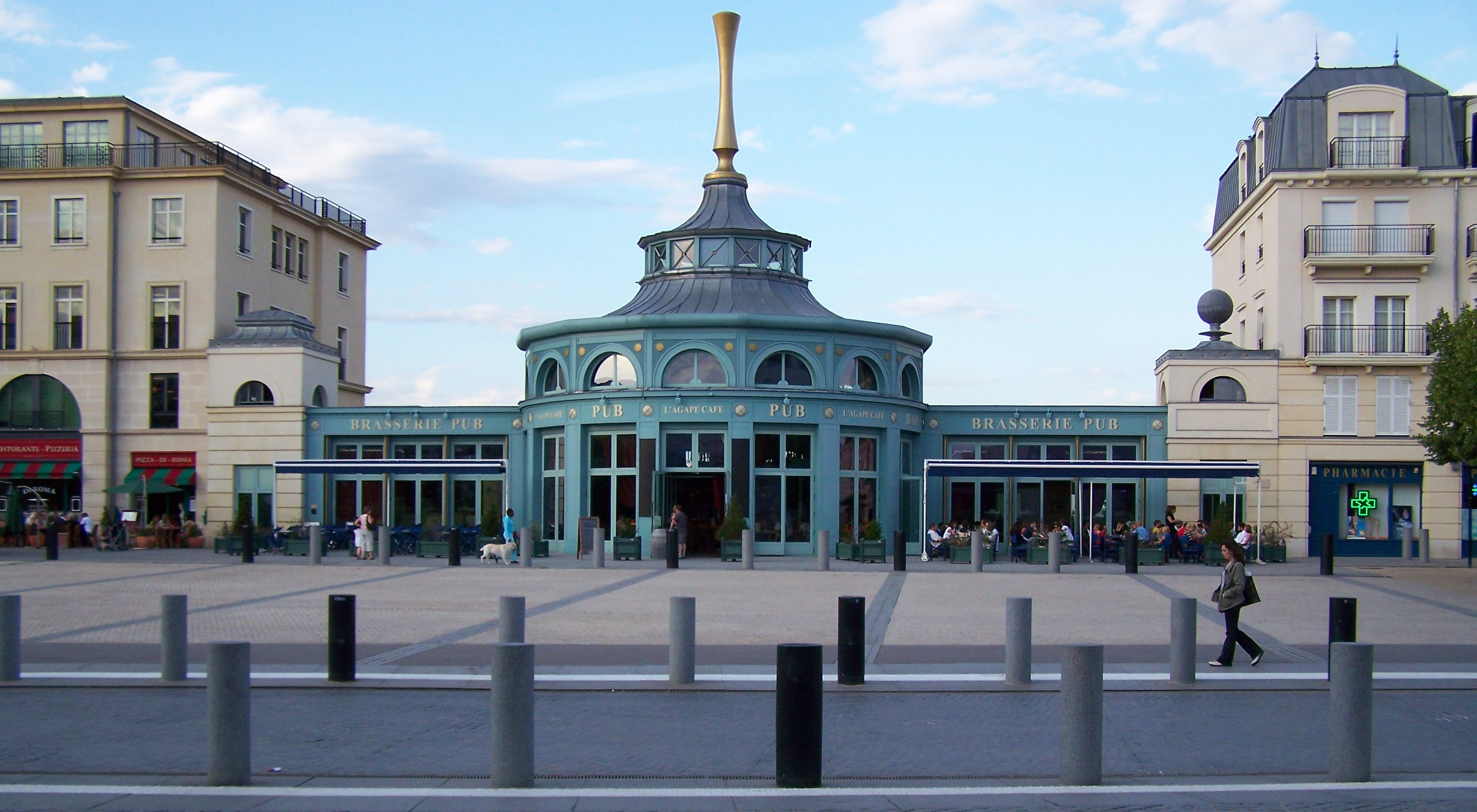
Place d'Ariane, dans le centre urbain du Val d'Europe.
École supérieure d'ingénieurs en électrotechnique et électronique, à Noisy-le-Grand.